# Bijbelse chronologie
De Bijbelse chronologie is het plaatsen van de relatieve chronologie van de in de Hebreeuwse Bijbel – het Oude Testament – en het Nieuwe Testament beschreven gebeurtenissen waar mogelijk in de absolute chronologie, de christelijke jaartelling. Totdat Dionysius Exiguus zijn paaskalender opstelde – die pas eeuwen later als algemeen middel voor het dateren van gebeurtenissen werd geaccepteerd – waren alle dateringen relatief. Dat wil zeggen dat gebeurtenissen ten opzichte van elkaar, maar vooral ten opzichte van de regering van vorsten werden geplaatst. Dit geldt niet alleen voor de Bijbel, maar voor veel datering uit de oudheid.

## Jaartelling in de oudheid
In de oudheid werd de kalender en jaarrekening bepaald door de seizoenen en de zichtbare hemellichten: zon, maan en sterren. Ieder volk hield zijn eigen jaartallen bij, maar er moet rekening worden gehouden met de wijze waarop bijvoorbeeld regeringsjaren werden gerekend. Bij het ene volk was het eerste jaar van een aangetreden koning al vol als het kalenderjaar was afgelopen, terwijl bij een ander volk dan pas het eerste jaar begon. Bij de een werd een regentschap wel en bij de ander niet meegeteld. Koningslijsten kunnen daarom niet zomaar met elkaar worden verrekenend. Waar bij het relatief onbeduidende en op zichzelf gerichte volk van Israël allerlei onzekerheden overblijven, geven de gebeurtenissen in een wereldrijk, dat met veel culturen in aanraking kwam, vaak veel geschikter materiaal om dateringen vrij exact te kunnen doen. Als vervolgens de lotgevallen van de Israëlische koningen gerelateerd worden aan hun buren kunnen dwarsverbanden worden gelegd.
De dag begon wanneer de zon opkwam en eindigde bij zonsondergang. In Mesopotamië werd de dag verdeeld in twaalf gelijke delen, gebaseerd op hun twaalftallig stelsel. In Mesopotamië en Kanaän was de maan erg belangrijk. De maand begon met nieuwe maan. In sommige culturen, zoals de Hebreeuwse, was een jaar verstreken wanneer er twaalf maanden waren geteld. Het jaar duurde daardoor ongeveer elf dagen te kort. Om te voorkomen dat na een jaar of zes Pesach te vroeg in het jaar zou vallen, werd een schrikkelmaand ingevoerd voordat de paasmaand nisan begon. Voor het Oude Egypte was het jaar belangrijker dan de maand; omdat de Nijl jaarlijks voorspelbaar uit haar oevers trad. Daarom waren de zon en een ster als Sirius (Sopdet) van vitaal belang.
De oude Grieken en de Romeinen waren uitstekende historici die tijdstippen zo goed mogelijk vastlegden. Zij rekenden vrijwel altijd vanaf de eerste keer dat de Olympische Spelen werden gehouden (776 v.Chr.) of van de datum volgens het boek Ab urbe condita (Vanaf de stichting van de stad) waarop de stad Rome zou zijn gesticht (753 v.Chr.),   de Ab urbe condita (jaartelling). Zo'n tijdsbepaling werd dan gespecificeerd door een aantal politici te noemen dat op het moment van de beschreven gebeurtenissen regeerde. In Rome bij voorkeur de consuls, omdat die op een vaste dag voor het daar op volgende jaar gekozen werden. Dit gebruik klinkt door in de Bijbel als de auteur van het Evangelie volgens Lucas in hoofdstuk 3 drie, vier machthebbers opnoemt om de gebeurtenissen in historisch perspectief te plaatsen.
De jaartallen die dit artikel geeft, zijn soms onzeker en daarom voorzien van een vraagteken. Andere zijn niet aan twijfel onderhevig, doordat de context en genoemde feiten voldoende basis bieden voor een zekere datering. Voorbeelden hiervan zijn het jaar 841 v.Chr. waarin Jehu aan de macht kwam en 722 v.Chr. voor de val van Samaria. Alle dateringen van voor ongeveer 930 v.Chr. zijn schattingen.

## Methode
In de Bijbelse chronologie worden de gebeurtenissen uit de Bijbel waar mogelijk gerelateerd aan gebeurtenissen in omringende landen of landen waarvan gebeurtenissen in de Bijbel staan, zoals in het de Egyptische chronologie van het Oude Egypte, de chronologie van het Nabije Oosten voor Assyrië, Babylonië en het Perzische Rijk en de chronologie van het Romeinse Rijk. Hierbij wordt gebruikgemaakt van de annalen en ander archeologisch materiaal uit deze landen en uiteraard uit Palestina. Er wordt vooral gezocht naar gebeurtenissen die in documenten uit meerdere landen worden beschreven, vooral in relatie tot gebeurtenissen die wel met grote waarschijnlijkheid of zekerheid geplaatst kunnen worden in een absolute chronologie, zoals zonsverduisteringen en maansverduisteringen (liefst volledige verduisteringen, omdat deze zeldzaam zijn en met zekerheid kunnen worden gedateerd). Voor de periode tussen de gebeurtenissen uit de Hebreeuwse Bijbel en het Nieuwe Testament wordt veel gebruikgemaakt van I Makkabeeën en de werken van Flavius Josephus.

## In het begin - ± 1000 v.Chr.

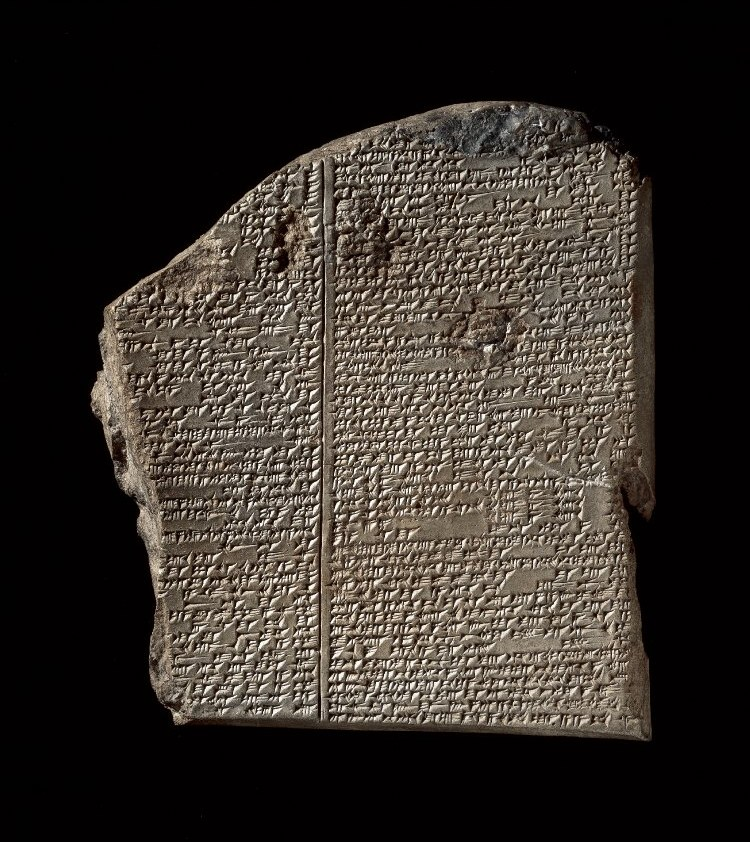
Het Mesopotamische zondvloedverhaal, het Gilgamesj-epos

Het eerste woord van de Bijbel betekent "In het begin". Het tekent de eerste elf hoofdstukken van Genesis, verhalen die vaak verwant zijn aan de Mesopotamische mythologie. Genesis beschrijft de schepping van hemel en aarde en in een tweede verhaal de schepping van Adam en Eva in de Hof van Eden. De mensen werden in die periode ongeveer 900 jaar oud (in de mythologie van Mesopotamië worden de eerste mensen tienduizenden jaren oud). De eerste periode in de indeling hieronder wordt afgesloten met een wereldomvattende overstroming, de zondvloed.
Voor de chronologie van de periode tot aan grofweg 1000 v.Chr. kan bovengenoemde methode niet worden gehanteerd, omdat de gebeurtenissen in de Bijbel in deze periode zelden worden gestaafd door buitenbijbels bewijsmateriaal en in nog minder gevallen een betrouwbare datering mogelijk is. Terugtellend vanaf de periode vanaf ongeveer 1000 v.Chr. is het wel mogelijk een chronologie te reconstrueren. Deze heeft uiteraard weinig tot geen wetenschappelijke waarde, maar kan helpen de verhalen te plaatsen in de context van het archeologisch materiaal dat uit de betreffende periode is overgebleven, zoals een denkbare relatie tussen de ziggoerats in Babylonië en de Toren van Babel.

### Van de schepping tot de aartsvaders
Louter gebaseerd op gegevens in de eerste hoofdstukken van Genesis en los van buitenbijbelse wetenschappelijke kennis is het mogelijk om een chronologie op te stellen vanaf de schepping van Adam tot aan de aartsvaders. Met name de geslachtregisters in Genesis 5 en 11 maken dit mogelijk doordat ze aangeven op welke leeftijd iemand een zoon kreeg. De op deze wijze verkregen jaartelling Anno Mundi (A.M., sinds de schepping van de wereld) gaat ervan uit dat de vermelde geboortejaren mogen worden afgerond. Opgemerkt dient te worden dat de Septuagint een aantal afwijkende leeftijden noemt in deze geslachtsregisters, wat resulteert in een drastisch verschillende telling.
| Van de schepping tot de zondvloed Genesis 5 | Volgens Hebreeuwse tekst | Volgens Hebreeuwse tekst | Volgens Hebreeuwse tekst | Volgens Hebreeuwse tekst | Volgens Hebreeuwse tekst | Volgens Hebreeuwse tekst | Volgens Hebreeuwse tekst | Volgens Hebreeuwse tekst | Volgens Hebreeuwse tekst | Volgens Hebreeuwse tekst | Volgens Hebreeuwse tekst | Volgens Septuagint |
| ------------------------------------------- | ------------------------ | ------------------------ | ------------------------ | ------------------------ | ------------------------ | ------------------------ | ------------------------ | ------------------------ | ------------------------ | ------------------------ | ------------------------ | ------------------ |
| Schepping van Adam                          | 0                        | A d a m                  |                          |                          |                          |                          |                          |                          |                          |                          |                          |                    |
| Geboorte van Seth                           | 130                      | A d a m                  | S e t h                  |                          |                          |                          |                          |                          |                          |                          |                          | 230                |
| Geboorte van Enos                           | 235                      | A d a m                  | S e t h                  | E n o s                  |                          |                          |                          |                          |                          |                          |                          | 435                |
| Geboorte van Kenan                          | 325                      | A d a m                  | S e t h                  | E n o s                  | K e n a n                |                          |                          |                          |                          |                          |                          | 625                |
| Geboorte van Mahalalel                      | 395                      | A d a m                  | S e t h                  | E n o s                  | K e n a n                | M a h a l a l e l        |                          |                          |                          |                          |                          | 795                |
| Geboorte van Jered                          | 460                      | A d a m                  | S e t h                  | E n o s                  | K e n a n                | M a h a l a l e l        | J e r e d                |                          |                          |                          |                          | 960                |
| Geboorte van Henoch                         | 622                      | A d a m                  | S e t h                  | E n o s                  | K e n a n                | M a h a l a l e l        | J e r e d                | H e n o c h              |                          |                          |                          | 1122               |
| Geboorte van Methusalah                     | 687                      | A d a m                  | S e t h                  | E n o s                  | K e n a n                | M a h a l a l e l        | J e r e d                | H e n o c h              | M e t h u s a l a h      |                          |                          | 1287               |
| Geboorte van Lamech                         | 874                      | A d a m                  | S e t h                  | E n o s                  | K e n a n                | M a h a l a l e l        | J e r e d                | H e n o c h              | M e t h u s a l a h      | L a m e c h              |                          | 1474               |
| Dood van Adam                               | 930                      | A d a m                  | S e t h                  | E n o s                  | K e n a n                | M a h a l a l e l        | J e r e d                | H e n o c h              | M e t h u s a l a h      | L a m e c h              |                          | 930                |
| Wegname van Henoch                          | 987                      |                          |                          |                          |                          |                          |                          |                          |                          |                          |                          | 1487               |
| Dood van Seth                               | 1042                     |                          |                          |                          |                          |                          |                          |                          |                          |                          |                          | 1142               |
| Geboorte van Noach                          | 1056                     |                          |                          |                          |                          |                          |                          |                          |                          |                          | N o a c h                | 1662               |
| Dood van Enos                               | 1140                     |                          |                          |                          |                          |                          |                          |                          |                          |                          |                          | 1340               |
| Dood van Kenan                              | 1235                     |                          |                          |                          |                          |                          |                          |                          |                          |                          |                          | 2145               |
| Dood van Mahalalel                          | 1290                     |                          |                          |                          |                          |                          |                          |                          |                          |                          |                          | 2185               |
| Dood van Jered                              | 1422                     |                          |                          |                          |                          |                          |                          |                          |                          |                          |                          | 2384               |
| Geboorte van Sem, Jafet en Cham             | 1556                     |                          |                          |                          |                          |                          |                          |                          |                          |                          |                          | 2162               |
| Dood van Lamech                             | 1651                     |                          |                          |                          |                          |                          |                          |                          |                          |                          |                          | 2227               |
| Dood van Methusalah                         | 1656                     |                          |                          |                          |                          |                          |                          |                          |                          |                          |                          | 2256               |
| De zondvloed                                | 1656                     |                          |                          |                          |                          |                          |                          |                          |                          |                          |                          | 2262               |

| Van de zondvloed tot Abram Genesis 5:32, 7:6, 11:10-26 | Volgens Hebreeuwse tekst | Volgens Septuagint |
| ------------------------------------------------------ | ------------------------ | ------------------ |
| De zondvloed                                           | 1656                     | 2262               |
| Geboorte van Arpachsad                                 | 1658                     | 2363               |
| Geboorte van Kanaän                                    |                          | 2495               |
| Geboorte van Selah                                     | 1693                     | 2625               |
| Geboorte van Heber                                     | 1723                     | 2756               |
| Geboorte van Peleg                                     | 1757                     | 2890               |
| Geboorte van Rehu                                      | 1787                     | 3022               |
| Geboorte van Serug                                     | 1819                     | 3152               |
| Geboorte van Nahor                                     | 1849                     | 3282               |
| Geboorte van Terach                                    | 1878                     | 3461               |
| Geboorte van Abram                                     | 1948                     | 3531               |

### Van de aartsvaders tot de uittocht uit Egypte (2000 v.Chr - 1400 v.Chr.)
Over de eerste eeuwen na Abraham (Genesis 12-50) en de rest van de pentateuch (eerste vijf boeken van de Bijbel) zwijgen de teksten van de omliggende landen van Kanaän over de familie van Abraham en het kleine volkje Israëlieten in Gosen in het Oude Egypte. Ook de Bijbelschrijver geeft maar weinig aanknopingspunten, zoals namen van de farao's, om tot een datering te komen.
Bijvoorbeeld:
Datering van de Uittocht uit Egypte. Daarover zijn er drie theorieën: een vroege en een late datering, en één ertussenin. Voor de datering gaat men uit van 1 Koningen 6:1, dat zegt dat Salomo de tempel bouwde in het 480e jaar na de uittocht. De tempel zou gebouwd zijn rond 968, dus dan zou de uittocht in 1440 v.Chr. hebben plaatsgevonden. Dit is de vroege datering voor de uittocht. Met de stad Ramses die de Israëlische slaven moesten bouwen is dan vermoedelijk Avaris bedoeld. Gaat men uit van de Septuagint (daar staat 440 jaar), dan komt men op 40 jaar later, namelijk 1401 v.Chr. Ten slotte is er nog de late datering van de uittocht onder Ramses II of diens zoon, ca. 1300 v.Chr. Indien de Exodus rond 1440 v.Chr. was, viel de gunstige bejegening van Jozef en zijn familie in de periode van de Hyksos, evenals Israël een Semitisch volk (1790 v.Chr. -1550 v.Chr.), en sloeg de stemming van de Egyptische leiders om toen deze Hyksos werden verdreven.
| Jaar                    | Bijbelse gebeurtenis                      | Bron                            | Palestina                                               | Buiten Palestina                   |
| ----------------------- | ----------------------------------------- | ------------------------------- | ------------------------------------------------------- | ---------------------------------- |
| ± 2000 v.Chr.           | Abram verlaat Ur                          | Genesis 11:31; 12:4,5           |                                                         |                                    |
| 1780 v.Chr.             |                                           |                                 |                                                         | Hyksos regeren in Egypte           |
| ± 1650 v.Chr.           | Jakob naar Egypte (?)                     | Genesis 46                      |                                                         |                                    |
| 1567 v.Chr.             |                                           |                                 |                                                         | Farao Ahmose I verdrijft de Hyksos |
| ± 1440 v.Chr.           | Vroege datering van uittocht uit Egypte   | 1 Koningen 6:1; evt. Septuagint |                                                         |                                    |
| ± 1428 v.Chr.           |                                           |                                 |                                                         | Amenhotep II wordt farao           |
| ± 1401 v.Chr.           | Uittocht uit Egypte volgens de Septuagint |                                 |                                                         |                                    |
| ± 1400 v.Chr.           | Verovering van Kanaän (?)                 | Jozua                           |                                                         |                                    |
| ± 1397 v.Chr.           |                                           |                                 |                                                         | Thoetmosis IV wordt farao          |
| 1353 v.Chr. 1330 v.Chr. |                                           |                                 | Amarna-brieven maken melding van de Habiru in Palestina | Achnaton Farao                     |
| ± 1300 v.Chr.           | Late datering van uittocht uit Egypte     |                                 |                                                         | Ramses II farao (tot 1213)         |

Overig
- Opgravingen te Ai en Jericho geven geen steun voor de vroege en ook niet voor de late datering van de verovering van Kanaän.

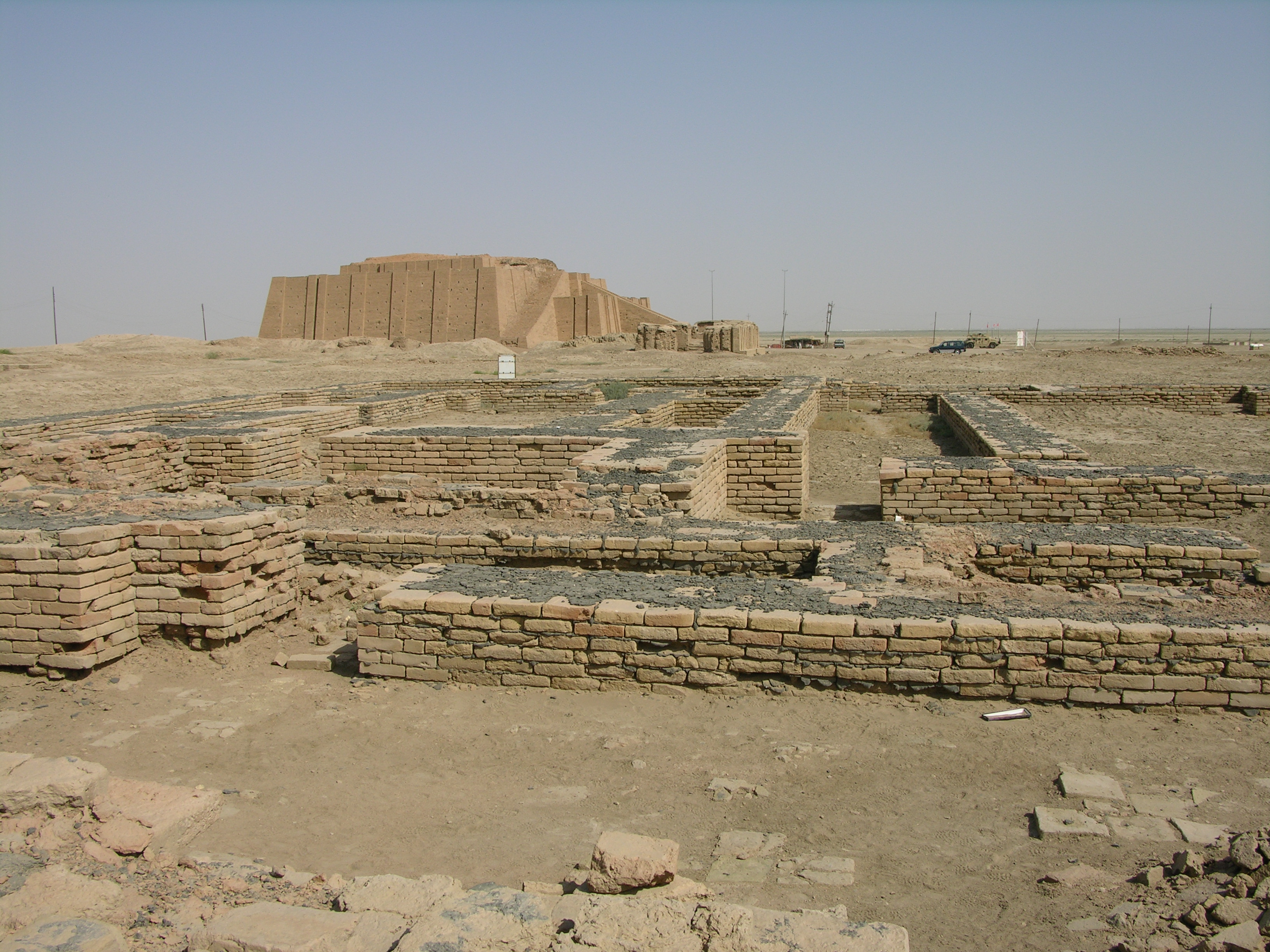
Opgravingen in Ur
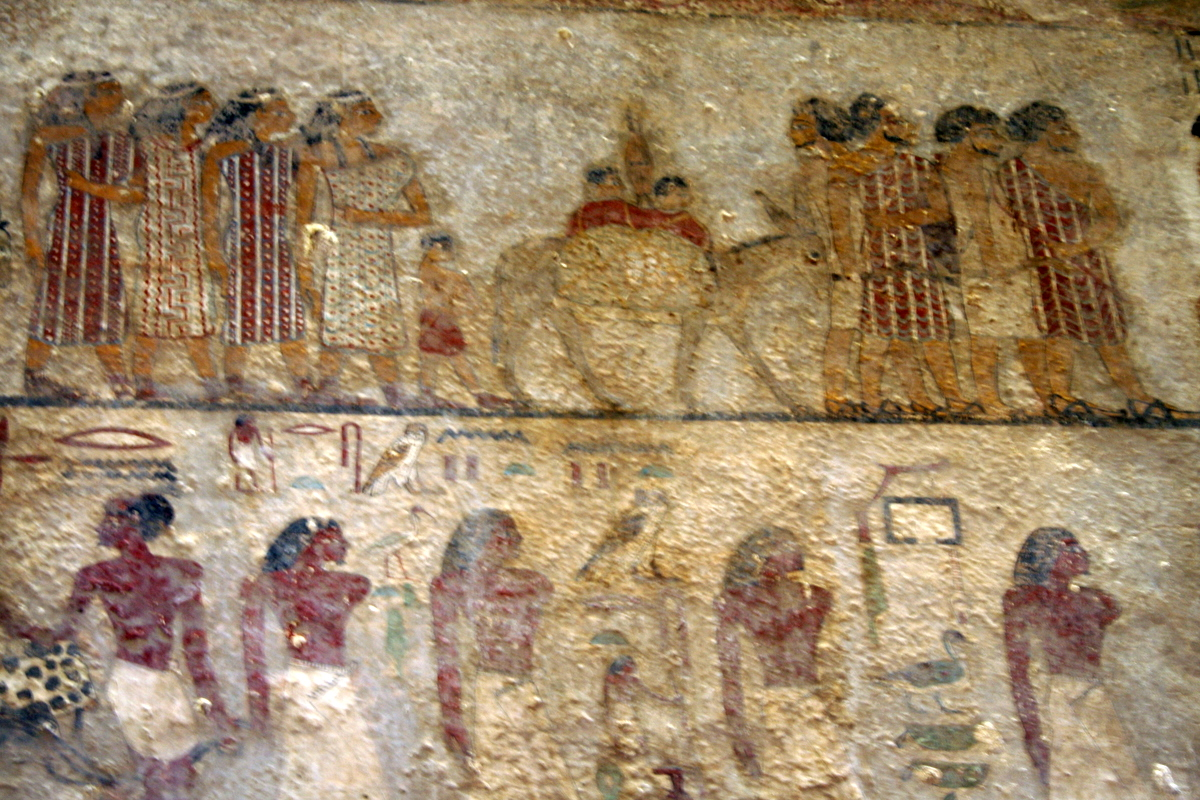
Aziaten presenteren zich voor farao
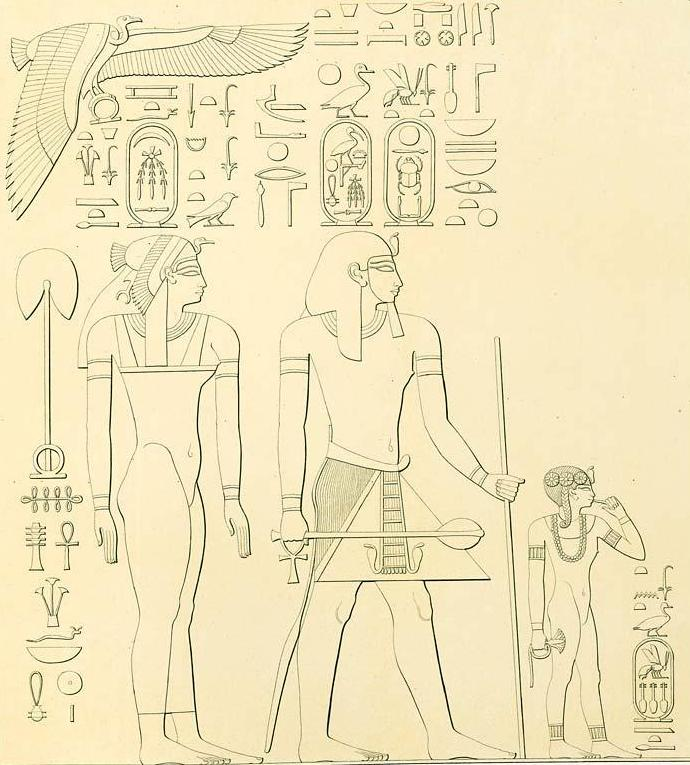
Familie van Thoetmosis I: Mogelijk is hij de farao die Jozef niet gekend had
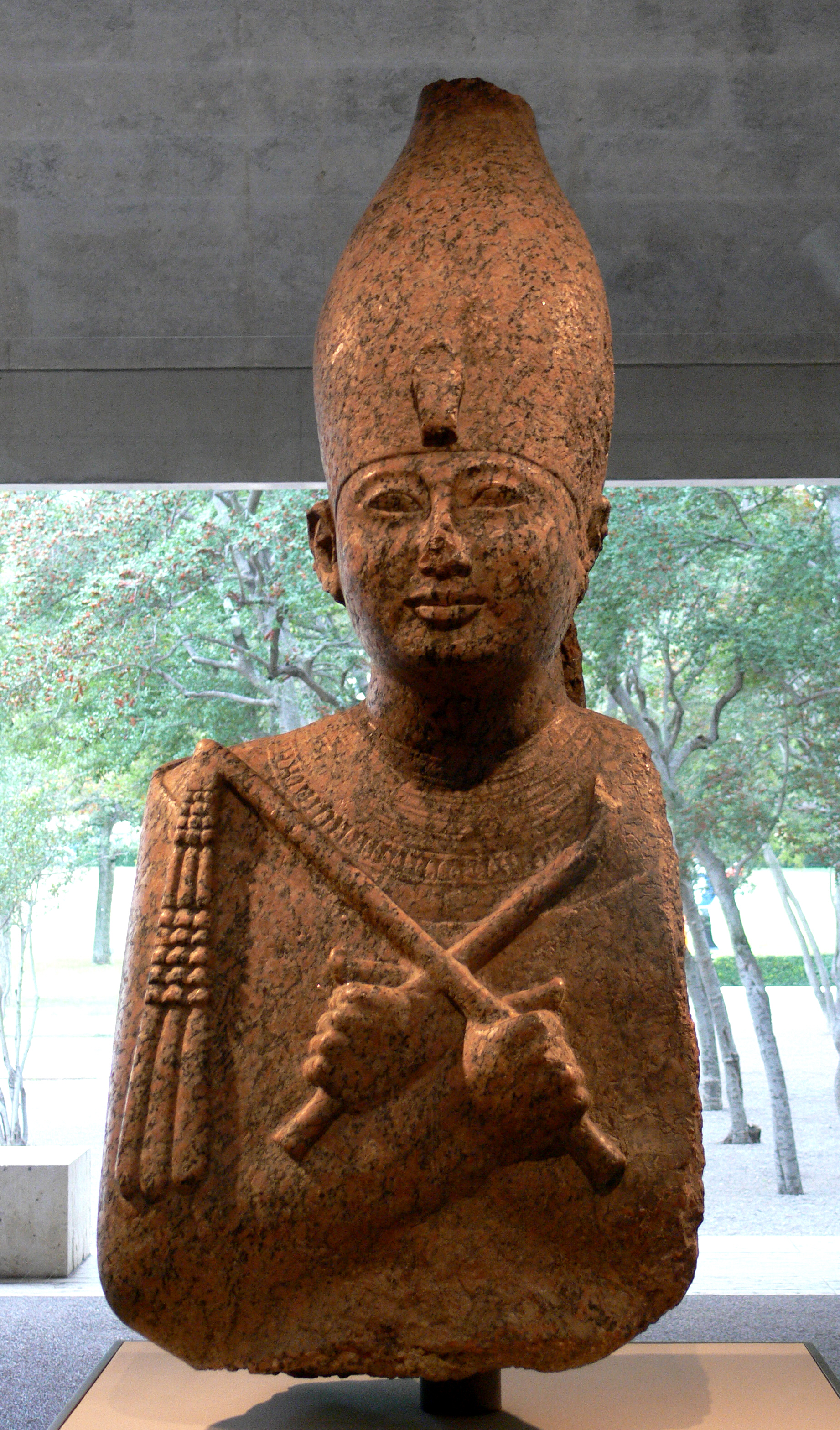
Amenhotep II: Mogelijk farao tijdens de uittocht uit Egypte

### De periode van de rechters (1400 v.Chr. - 1000 v.Chr.)
Er zijn ook niet zo veel buitenbijbelse gegevens over de periode van de richters (of: rechters), dus in deze periode zijn de jaartallen hoogst onzeker. Uitgaande van een vroege uittocht:
| Jaar             | Bijbelse gebeurtenis                                   | Bron                          | Palestina                                                                | Buiten Palestina                                                                  |
| ---------------- | ------------------------------------------------------ | ----------------------------- | ------------------------------------------------------------------------ | --------------------------------------------------------------------------------- |
| ± 1404 v.Chr.    | Verovering van Kanaän                                  |                               |                                                                          |                                                                                   |
| 1382 v.Chr.      | Verdrukking door Mesopotamië                           | Rechters 3:8                  |                                                                          |                                                                                   |
| 1374 v.Chr.      | Otniël                                                 |                               |                                                                          |                                                                                   |
| 1353-1330 v.Chr. |                                                        |                               | Amarna-brieven: "Habiru" worden genoemd                                  | Farao Achnaton                                                                    |
| 1334 v.Chr.      | Verdrukking door Moab                                  | Rechters 3:14                 |                                                                          |                                                                                   |
| 1316 v.Chr.      | Richter Ehud                                           | Rechters 3:30                 |                                                                          |                                                                                   |
| 1236 v.Chr.      | Verdrukking door Kanaänieten                           | Rechters 4:3                  |                                                                          |                                                                                   |
| 1220 v.Chr.      |                                                        | Stele uit Egypte              | Israël is troosteloos, het heeft geen zaad meer                          | Merenptah 1224-1214, 19e dynastie                                                 |
| 1216 v.Chr.      | Richter Debora                                         | Rechters 5:3                  |                                                                          |                                                                                   |
| ± 1200 v.Chr     |                                                        | inscriptie Thebe              | Begin ijzertijd Filistijnen vestigen zich aan de zuidwestkust van Kanaän | Farao Ramses III voert 1185 v. Chr een militaire campagne uit tegen de zeevolken. |
| 1176 v.Chr.      | Verdrukking door Midjan                                | Rechters 6:1                  |                                                                          |                                                                                   |
| 1169 v.Chr.      | Richter Gideon                                         | Rechters 8:28                 |                                                                          |                                                                                   |
| 1129 v.Chr.      | Verdrukking door Abimelech                             |                               |                                                                          |                                                                                   |
| 1126 v.Chr.      | Richter Tola/Jaïr                                      | Rechters 10:3                 |                                                                          |                                                                                   |
| 1100 v.Chr.      | Jefta zegt dat Israël al 300 jaar in Kanaän woont      |                               |                                                                          |                                                                                   |
| 1103 v.Chr.      | Verdrukking door Filistijnen                           | Rechters 13:1                 |                                                                          |                                                                                   |
| 1050 v.Chr.      | Overwonnen door Filistijnen; Samuel profeet en richter | 1Samuel 4; Opgraving bij Silo | Silo verwoest                                                            |                                                                                   |
| ±1025 v.Chr.     | Saul koning                                            | 1 Sam 10                      |                                                                          |                                                                                   |

Overig
- Aardewerk in Hazor gevonden uit de eerste helft van de 12e eeuw.

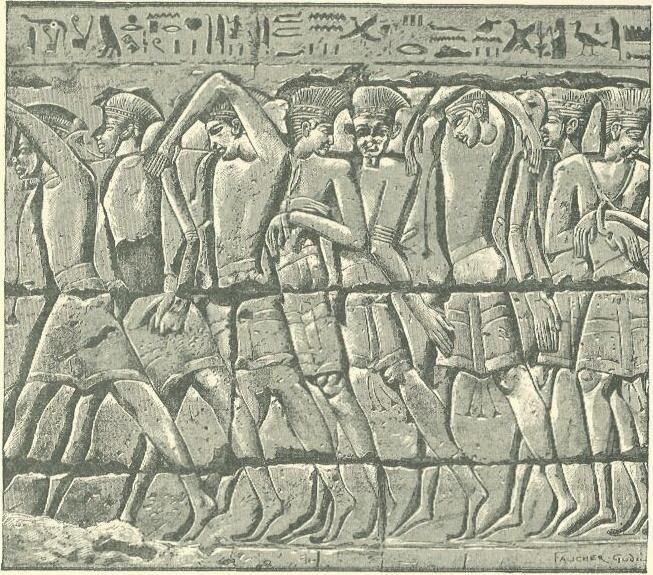
Door Egypte krijgsgevangen gemaakte Filistijnen
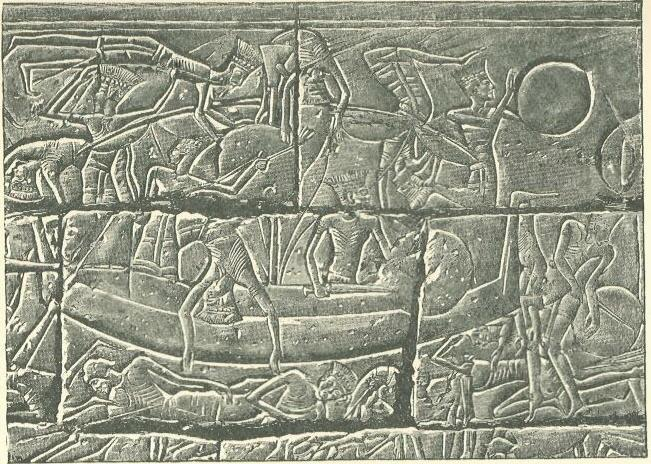
Filistijns oorlogsschip
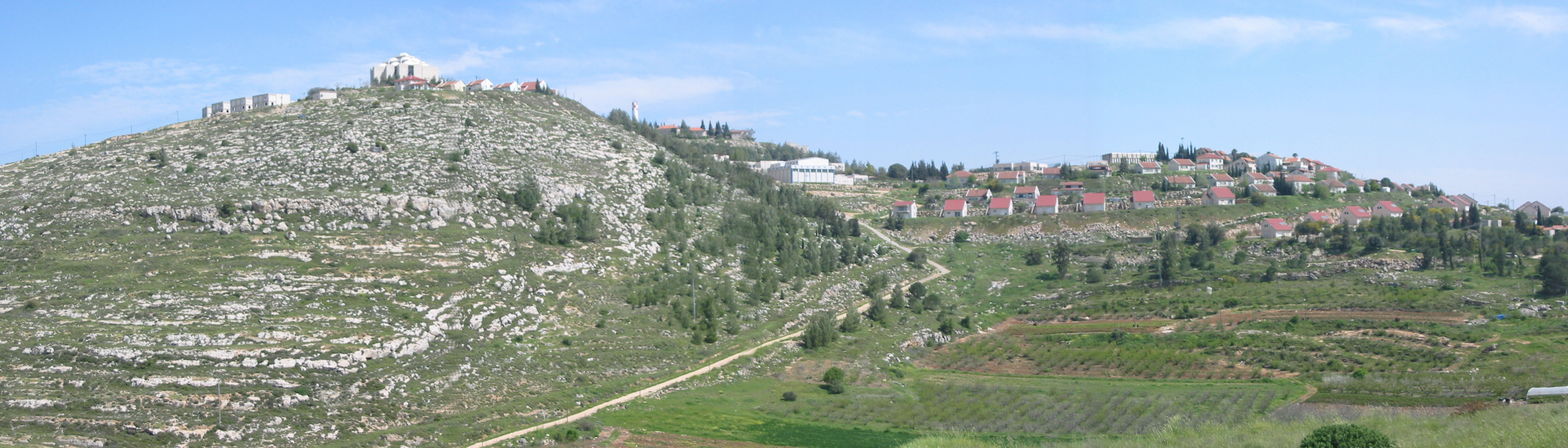
In de Richterentijd was Silo het nationale heiligdom

## Israël en Juda (1012 v.Chr. - 722 v.Chr.)
Deze periode kent het eerste jaartal in de Bijbel dat min of meer vast ligt, namelijk de inval van Sjosjenq I (in de Bijbel Sisak genoemd) in 925 v.Chr. Er werd namelijk een stele met herdenkingsinscriptie van zijn veldtocht in Egypte gevonden. Vanaf dit jaartal kunnen dit soort dwarsverbanden met buitenbijbels archeologisch materiaal steeds worden gelegd (zie in het begin van het artikel onder Methode). Zo bevestigt de stele van Mesha bijvoorbeeld dat Moab zich van Israël losmaakte; de Bijbel zegt: na Achabs dood.
De inscripties van de Assyrische koningen geven de namen en een minstens globale datering van zes koningen van Israël en van drie van Juda:
- Salmanassar III (858 - 824 v.Chr.) noemt Achab en Jehu.
- Adad-Nirari III (811 - 783 v.Chr.) noemt Joas van Israël.
- Tiglat-Pileser III (745-724 v.Chr.) noemt Menachem, Pekach, Hosea en Achaz van Juda.
- Sanherib (705 - 681 v.Chr.) noemt Hizkia.
- Esarhaddon (681 - 669 v.Chr.) en Assurbanipal (669 - 627 v.Chr.) noemen Manasse.

Het zijn ijkpunten om de chronologie van de Bijbel te correleren aan bijvoorbeeld de Assyriologie en daarmee aan onze jaartelling.
| Jaar                  | Bijbelse gebeurtenis | Bron                                           | Palestina | Buiten Palestina                                                                  |
| --------------------- | --- | ---------------------------------------------- | --- | --------------------------------------------------------------------------------- |
| 1012 v.Chr.           | David koning | 2 Sam 3 1 Kron 11                              | |                                                                                   |
| 972 v.Chr.            | Salomo koning | 1 Kon 1 2 Kron 29:20                           | |                                                                                   |
| 930 v.Chr.            | Scheuring van het Rijk Rechabeam koning van Koninkrijk Juda Jerobeam I koning van Koninkrijk Israël                                                                     | 1 Kon 12 2 Kron 10                             | |                                                                                   |
| 925 v.Chr.            | Inval van Farao Sisak (945-924 v Chr) | 1 Koningen 14:26 2 Kron 12                     | | Inscriptie in tempel van Karnak                                                   |
| 913 v.Chr.            | Rechabeams dood; opgevolgd door Abia van Juda | 1 Kon 15:1 2 Kron 13                           | |                                                                                   |
| 911/910 v.Chr.        | Dood van Abia; opgevolgd door Asa van Juda | 1 Kon 15:9 2 Kron 14                           | |                                                                                   |
| 909 v.Chr.            | Jerobeam I opgevolgd door Nadab | 1 Kon 15:25                                    | |                                                                                   |
| 909/908 v.Chr.        | Nadab opgevolgd door Basa | 1 Kon 15:33                                    | |                                                                                   |
| 886/5 v.Chr.          | Basa sterft; opvolger Ela | 1 Kon 16:8                                     | |                                                                                   |
| 885/4 v.Chr.          | Ela vermoord door Zimri; Zimri door Omri | 1 Kon 16:15-21                                 | |                                                                                   |
| 879/8 v.Chr.          | Omri bouwt Samaria in zijn zesde jaar; | 1 Koningen 16:24 22:39                         | Het ivoren paleis van Achab is opgegraven; de Fenicische cultus had een grote plek, van Izebel is de zegelring gevonden. De eerste twee lagen, 28 jaar Omri/Achab, de derde laag veranderingen door Jehu. |                                                                                   |
| 874/3 v.Chr.          | Asa ziek; Josafat regent | 2 Kron 16:12                                   | |                                                                                   |
| 874/3 v.Chr.          | Achab koning van Israël ; Profeet Elia | 1 Koningen 15:29 2 Koningen 1                  | |                                                                                   |
| 870/869 v.Chr.        | Asa sterft | 1 Kon 15:24                                    | |                                                                                   |
| 858 v.Chr.            | |                                                | | Salmanasser III wordt koning van Assyrië                                          |
| 854 v Chr             | |                                                | | Slag bij Qarqar tegen o.a. Achab                                                  |
| 853 v Chr             | Achabs dood, Achazja van Israël opvolger Joram van Juda wordt regent van Juda (?). Moab valt van Israël af.                                                             | 1 Kon 22:34 2 Kon 1:1                          | Volgens de stele van Mesha, een steen met Moabs inscripties, was Achab al eerder de greep op Moab kwijtgeraakt.                                                                                           |                                                                                   |
| 852 v.Chr.            | Achazia (van Israël) overlijdt; wordt opgevolgd door zijn broer Joram van Israël Elisa volgt Elia op                                                                    | 2 Koningen 2                                   | |                                                                                   |
| 848 v.Chr.            | Josafat sterft; wordt opgevolgd door Joram van Juda | 1 Koningen 22:51 2 Kron 21:1                   | |                                                                                   |
| 841 v.Chr.            | Joram (van Juda) sterft, opgevolgd door Achazja van Juda, gedood door Jehu; Atalja volgt op. Revolutie van Jehu; doodt Izebel, doodt Joram (Israël). Jehu wordt koning. | 2 Kon 9-11                                     | | Op de zwarte obelisk staat Jehu afgebeeld die tribuut brengt aan Salmanasser III. |
| 835 v.Chr.            | Revolutie in Juda; Atalja gedood; Joas van Juda op de troon gebracht.                                                                                                   | 2 Koningen 11                                  | |                                                                                   |
| 814/3 v.Chr.          | Jehu sterft; Joachaz volgt hem op. | 2 Kon 13:1                                     | |                                                                                   |
| 810-806               | Minder druk op Israël door een verlosser | 2 Koningen 13:15 2 Kon 14:25                   | | Adad-Nirari III bedreigt Damascus, waardoor rust voor Israël.                     |
| 798 v.Chr.            | Joachaz sterft; Joas van Israël volgt hem op. | 2 Kon 13:10                                    | |                                                                                   |
| 796 (801?) v.Chr.     | Joas (J) sterft; Amasja volgt hem op. | 2 Kon 14:1 2 Kron 25:1                         | |                                                                                   |
| 791/ 790 v.Chr.       | Uzzia wordt co-regent | 2 Kon 14:21                                    | |                                                                                   |
| 767 (775?) v.Chr.     | Amasja overlijdt; Uzzia volgt hem op. | 2 Kon 14:18 2 Kron 25                          | |                                                                                   |
| 782/1 (790) v.Chr.    | Joas (I) sterft, Jerobeam II volgt hem op; profeten Hosea, Amos, Jona.                                                                                                  | 2 Kon 14:23                                    | | Adad-Nirari sterft, gedurende 40 jaar rust.                                       |
| 753 (749) v.Chr.      | Jerobeam II sterft; Zecharja volgt op, vermoord door Sallum, deze door Menachem.                                                                                        | 2 Kon 15:8-23                                  | |                                                                                   |
| 745 v.Chr.            | |                                                | | Tiglat-Pileser III wordt koning van Assyrië.                                      |
| 743/38 v.Chr.         | Tiglat Pileser dwingt een hele rij vorsten tot schatting; o.a. Menachem van Israël en Uzzia van Juda.                                                                   | Documenten uit Assyrië zie hiernaast bij dott. | |                                                                                   |
| 740/39 v.Chr.         | Menachem sterft, opvolger Pekachja gedood door Pekach. | 2 Kon 15:23-31                                 | |                                                                                   |
| 740/739 (735?) v.Chr. | Uzzia sterft, Jotam was al co-regent vanaf 750. |                                                | |                                                                                   |
| 735 v.Chr.            | Achaz wordt regent (?) |                                                | |                                                                                   |
| 733/2 v.Chr.          | Syro-Efraëmitische oorlog: Damascus en Israël proberen Juda in een coalitie tegen Assyrië te forceren                                                                   | 2 Kon 16:5 2 Kron 28:6 Jesaja 7                | |                                                                                   |
| 732/1 (741?) v.Chr.   | Jotam sterft; Achaz volgt hem op. Achaz vraagt Tiglat-Pileser III (Pul) hulp tegen Damascus.                                                                            | 2 Kon 16                                       | Achaz wordt vazal van Assyrië. |                                                                                   |
| 732 v.Chr.            | Hosea wordt koning van Israël. | 2 Kon 17:1                                     | |                                                                                   |
| 727 v.Chr.            | |                                                | | Salmanasser V wordt koning van Assyrië.                                           |
| 724 v.Chr.            | Hosea gevangengenomen door Salmanasser V. | 2 Kon 17:4                                     | |                                                                                   |
| 722 v.Chr.            | Samaria ingenomen door Sargon II (722-705). | 2 Kon 17:6                                     | | Salmanasser V wordt vermoord, Sargon II volgt hem op.                             |

Overig
- Koning David: Hoewel Davids naam in een inscriptie is gevonden, twijfelen sommige geleerden of David niet een titel was in plaats van een eigennaam. Meestal wordt zijn koningschap gedateerd rond het jaar 1000 v.Chr.
- Jerobeam en Rehabeam zijn tegelijkertijd (ca. 930 v.Chr.) koning geworden en hun opvolgers zijn allebei in 841 door Jehu vermoord. Tussen deze tijdstippen zijn in Israël 98 regeringsjaren verstreken en in Juda 95. Ook verderop komen er moeilijkheden, wanneer men de regeertermijnen precies wenst aan te houden. Vermoedelijk zijn de lijsten van verschillende bronnen afkomstig. Gelukkig zijn er buitenbijbelse documenten die dezelfde persoonlijkheden en gebeurtenissen beschrijven, waardoor met enige regelmaat de klokken weer gelijk kunnen worden gezet.
- De profeet Jesaja had er bij Achaz op aangedrongen neutraal te blijven
- Hosea wilde een verbond met Egypt; stuurde gezanten.
- Sargon II (721/2-705) deelt in zijn annalen mee, dat hij in zijn eerste regeringsjaar Samaria verwoestte en 27.290 inwoners buit maakte — 2 Koningen 17:1-6. Maar mogelijk is dit propaganda en was de stad al gevallen onder zijn voorganger

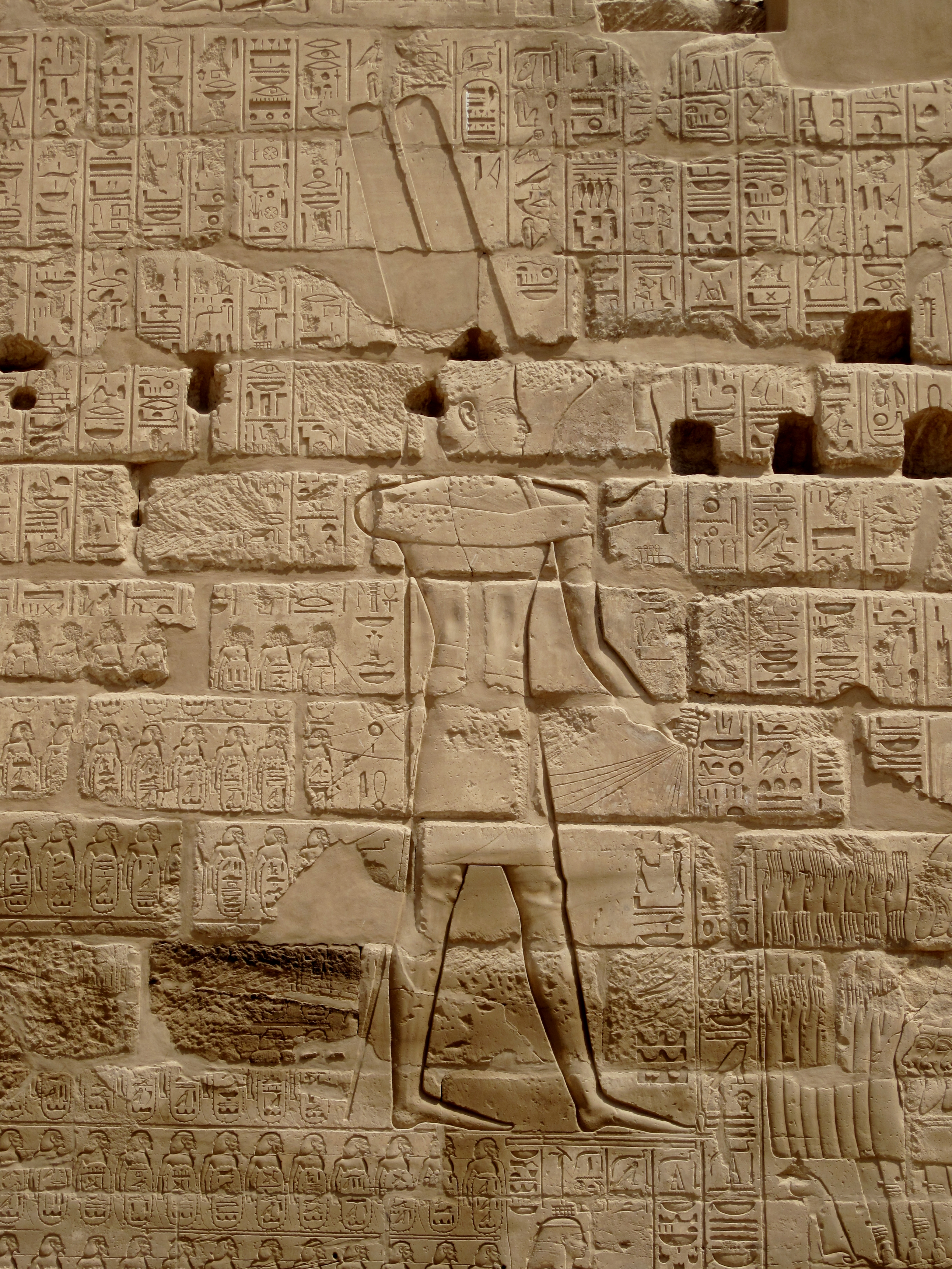
Karnak: Inval van Sjosjenq I (Sisak) in Israël
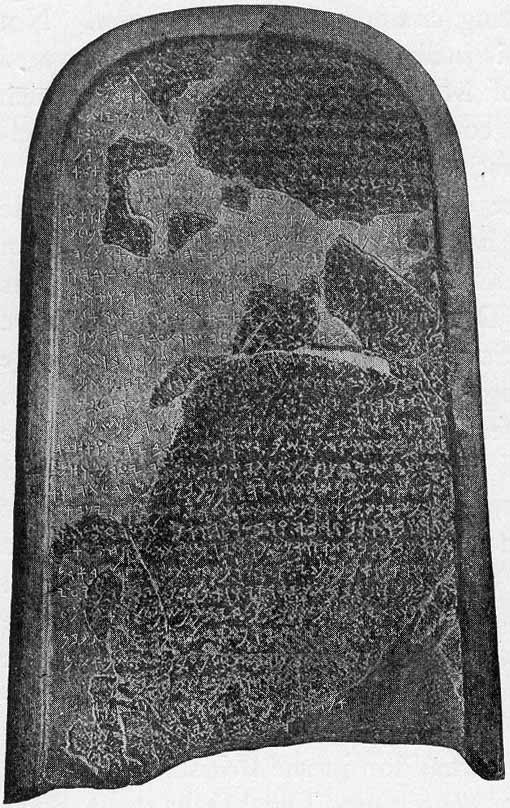
Mesa's relaas over Moabs onafhankelijkheidsstrijd tegen Achab
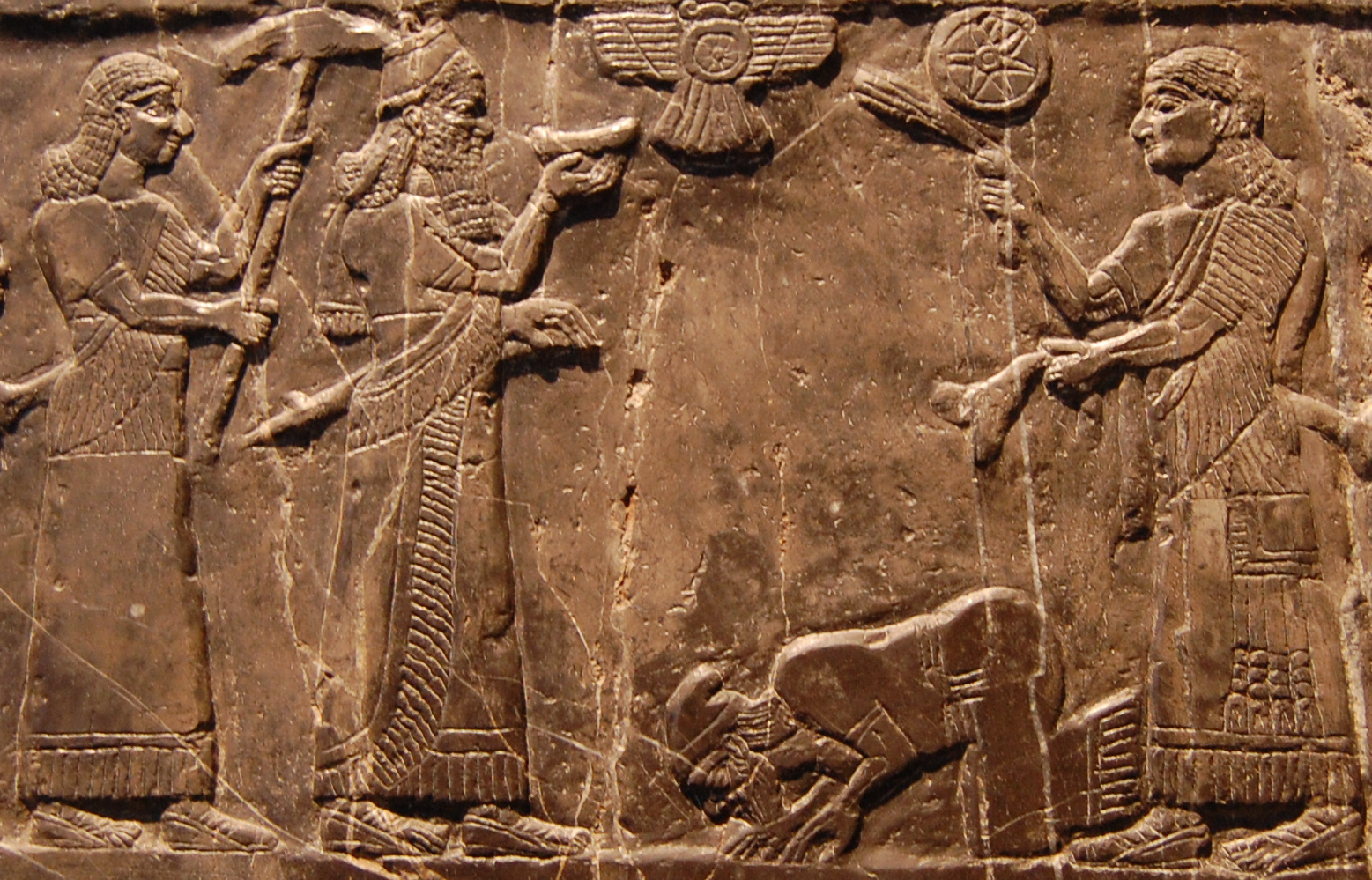
Jehu bij Salmanasser III
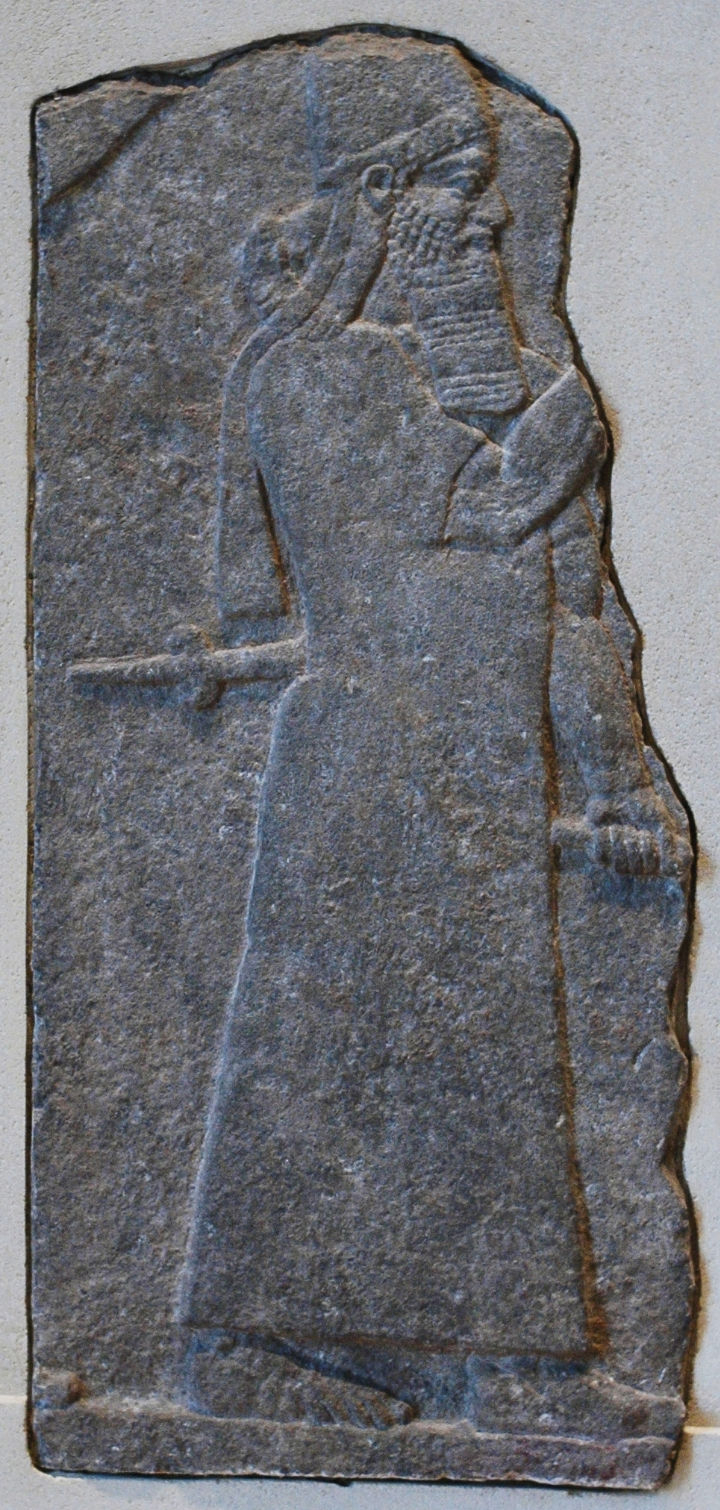
Tiglat Pileser III
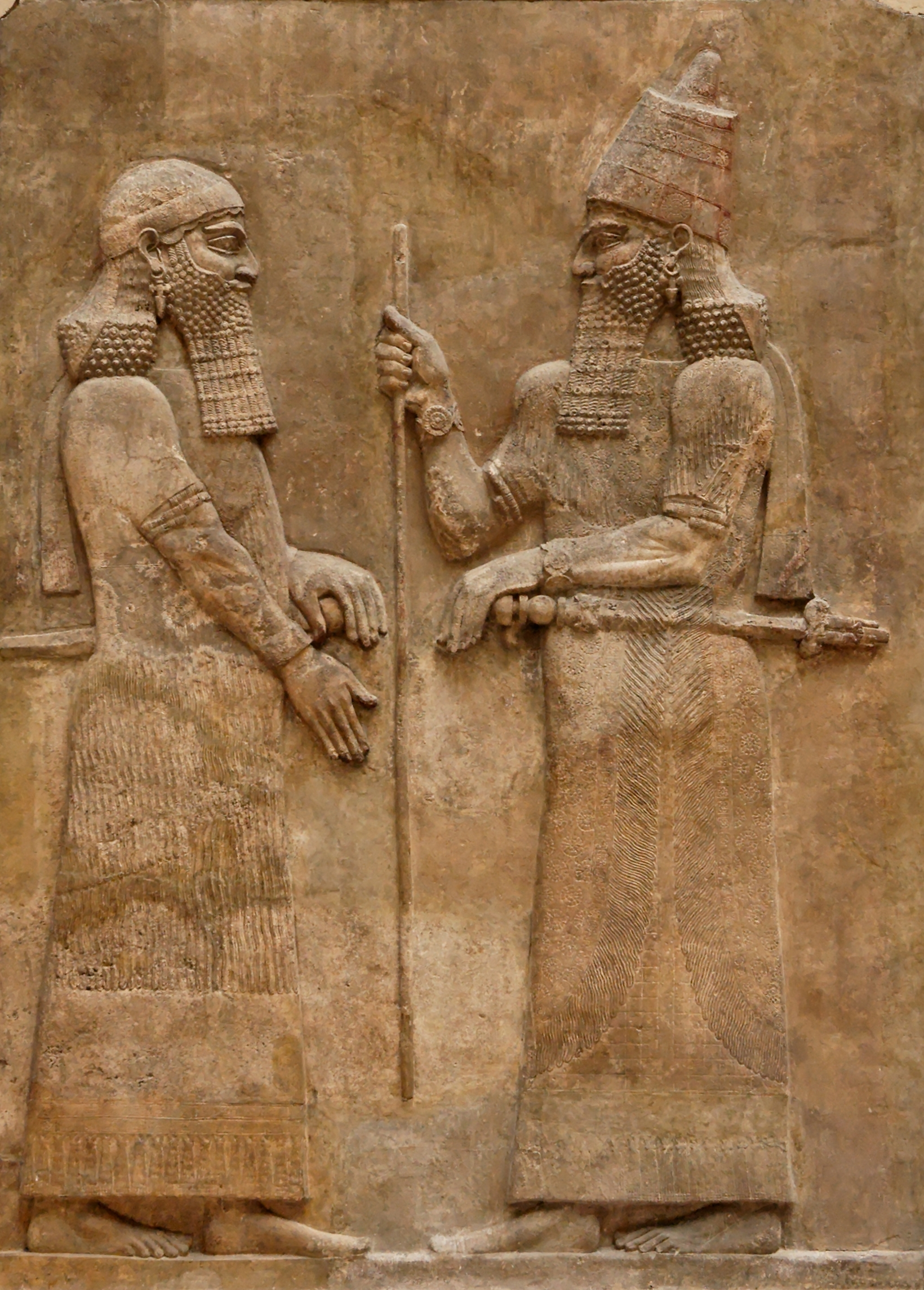
portret van Sargon II

## Van Hizkia tot aan de verwoesting van Jeruzalem (722 v.Chr. - 586 v.Chr.)
| Jaar              | Bijbelse gebeurtenis | Bron | Palestina                                                | Buiten Palestina                                                                                     |
| ----------------- | --- | --- | -------------------------------------------------------- | --- |
| 729 v.Chr.        | Hizkia wordt co-regent (?) | |                                                          | Tiglat Pileser doet als koning van het veroverde Babylon mee aan het Nieuwjaarsfeest.                |
| 726               | | |                                                          | Dood van Tiglat Pileser; opvolger is Salmanasser V.                                                  |
| 716 / 715 v.Chr.  | Achaz sterft, Hizkia wordt koning. | 2 Kon 18; 2 Kron 29 |                                                          | |
| 711 v.Chr.        | Opstand tegen Assyrië | Jesaja 10 | Volgens Sargon II doet Hizkia mee aan de opstand         | |
| 705 v.Chr.        | Hizkia komt in opstand tegen Assyrië; Hizkia legt ondergrondse waterleiding aan. | 2 Koningen 20:20; 2 Kron 32 |                                                          | Sanherib volgt de overleden Sargon II op.                                                            |
| 701 v.Chr.        | Hizkia belegerd; een engel doodt 185.000 soldaten van Sanherib waarop het leger zich schielijk terugtrekt.                                                                                    | 2 Kon 19; 2 Kron 32; Jesaja 37 Volgens Sanherib (Taylor prisma) had hij Hizkia opgesloten als een vogel in zijn kooi. Volgens Herodotus hadden muizen de leren uitrusting van de soldaten kapotgeknaagd (II, 141). | Lakis ingenomen, Jeruzalem belegerd, maar niet ingenomen | Strafcampagne van Sanherib                                                                           |
| 696 v.Chr.        | Manasse regent (?) | 2 Koningen 21; 2 Kron 33 |                                                          | |
| 687 / 686 v.Chr.  | Hizkia sterft, wordt opgevolgd door Manasse. | 2 Kron 32:32; 2 Kon 20:20 |                                                          | |
| 681 v.Chr.        | | |                                                          | Sanherib sterft, Esarhaddon wordt koning van het Assyrische Rijk.                                    |
| 672 v.Chr.        | | |                                                          | Necho I wordt farao.                                                                                 |
| 669 v.Chr.        | | |                                                          | Assurbanipal wordt koning van het Assyrische Rijk.                                                   |
| 664 v.Chr.        | | |                                                          | Psammetichus I wordt rond dit jaar farao.                                                            |
| 643/(641?) v.Chr. | Manasse sterft, wordt opgevolgd door Amon. | |                                                          | |
| 640/639 v.Chr.    | Amnon opgevolgd door Josia. | 2 Kon 22; 2 Kron 34; Jeremia 3:6 |                                                          | |
| 627 v.Chr.        | | |                                                          | Assurbanipal sterft, einde van de Assyrische overheersing.                                           |
| 626 v.Chr.        | | |                                                          | Nabopolassar wordt koning van Babylonië.                                                             |
| 612 v.Chr.        | | Nahum |                                                          | Nineve verwoest door Babylonië onder Nabopolassar en de Meden onder Cyaxares II.                     |
| 610 v.Chr.        | | |                                                          | Necho II wordt farao.                                                                                |
| 609 v.Chr.        | Josia verspert farao Necho II de doorgang, maar sneuvelt bij Megiddo. Zijn opvolger Joachaz wordt vervangen door Jojakim.                                                                     | 2 Kon 23:20; 2 Kron 35:25 |                                                          | Necho II wil optrekken tegen Assyrië.                                                                |
| 605 v.Chr.        | | |                                                          | Slag bij Karkemish, Neko verslagen door Nebukadnezar II. Nebukadnezar II wordt koning van Babylonië. |
| 597 v.Chr         | Jojakim sterft; Nebukadnezar belegert Jeruzalem. Eerste deportatie, 16 maart 597 v.Chr. (van o.m. koning Jojachin en de profeet Ezechiël). Sedekia, broer van Jojakim, aangesteld als regent. | 2 Kon 24:17; 2 Kron 36:10 |                                                          | |
| 595 v.Chr.        | | |                                                          | Psammetichus II wordt farao.                                                                         |
| 594 v.Chr.        | Zedekia neemt deel aan een anti-Babylonische samenzwering met Psammetichus II, farao van Egypte.                                                                                              | |                                                          | |
| 589 v.Chr.        | Begin van het beleg van Jeruzalem (winter 589 / 588 v.Chr.). | |                                                          | Apriës wordt farao van Egypte (in de Bijbel Hophra of eenvoudig Farao genoemd).                      |
| 588 v.Chr.        | Apriës doet pogingen het beleg van Jeruzalem te doorbreken. Nebukadnezar last een pauze in (vroege zomer van 588 v.Chr.)                                                                      | Jeremia 37:5,7,11 |                                                          | |
| 587 v.Chr.        | Jeruzalem verwoest Tempel van Salomo vernietigd | 2 Kon 25; 2 Kron 36; Jer 39; Ez 24 | Judea wordt een Babylonische provincie                   | |

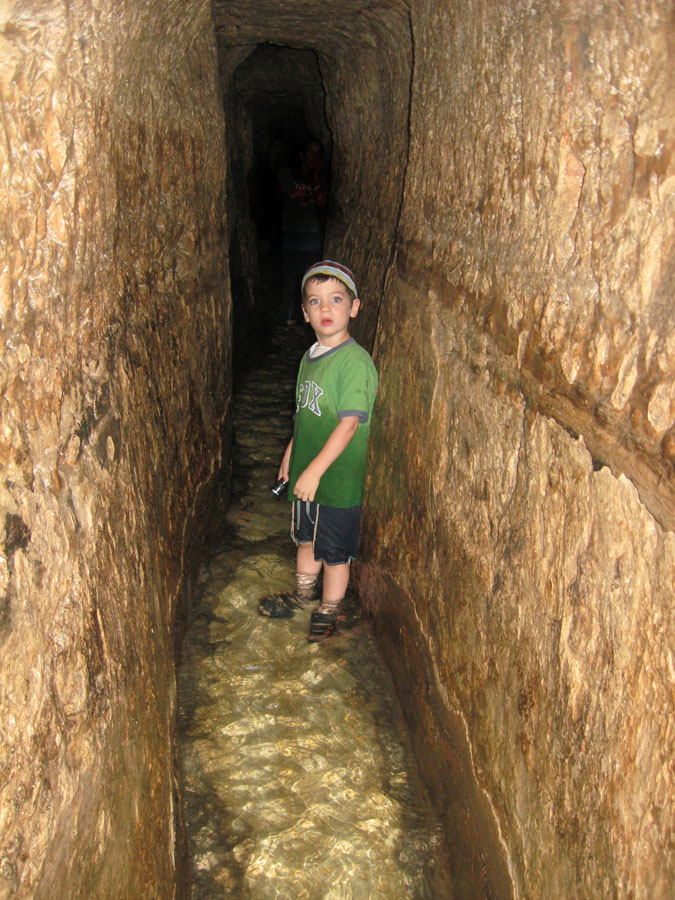
De door Hizkia aangelegde ondergrondse watervoorziening van Jeruzalem
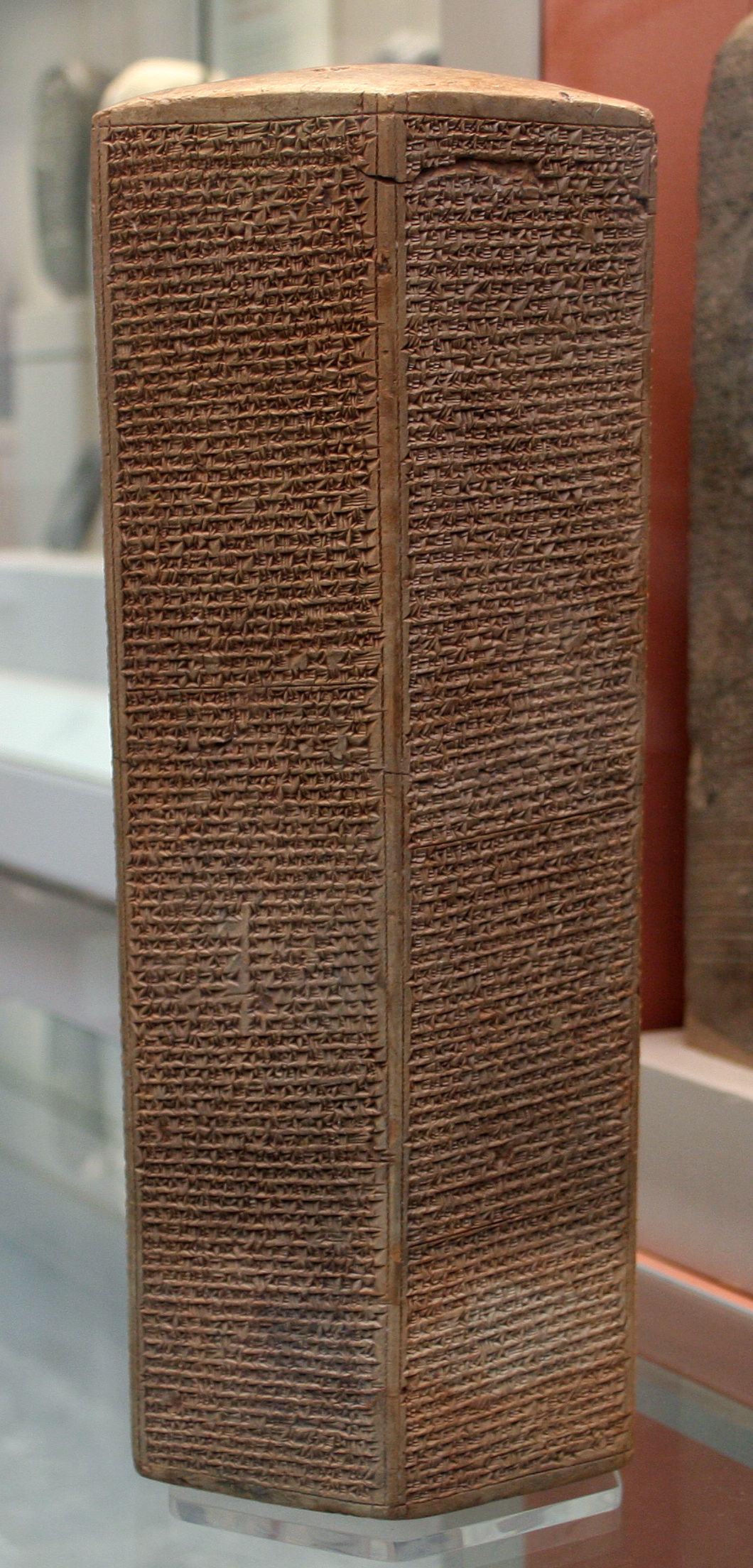
Sanheribs verslag van zijn oorlog in Juda, 701 v.Chr.
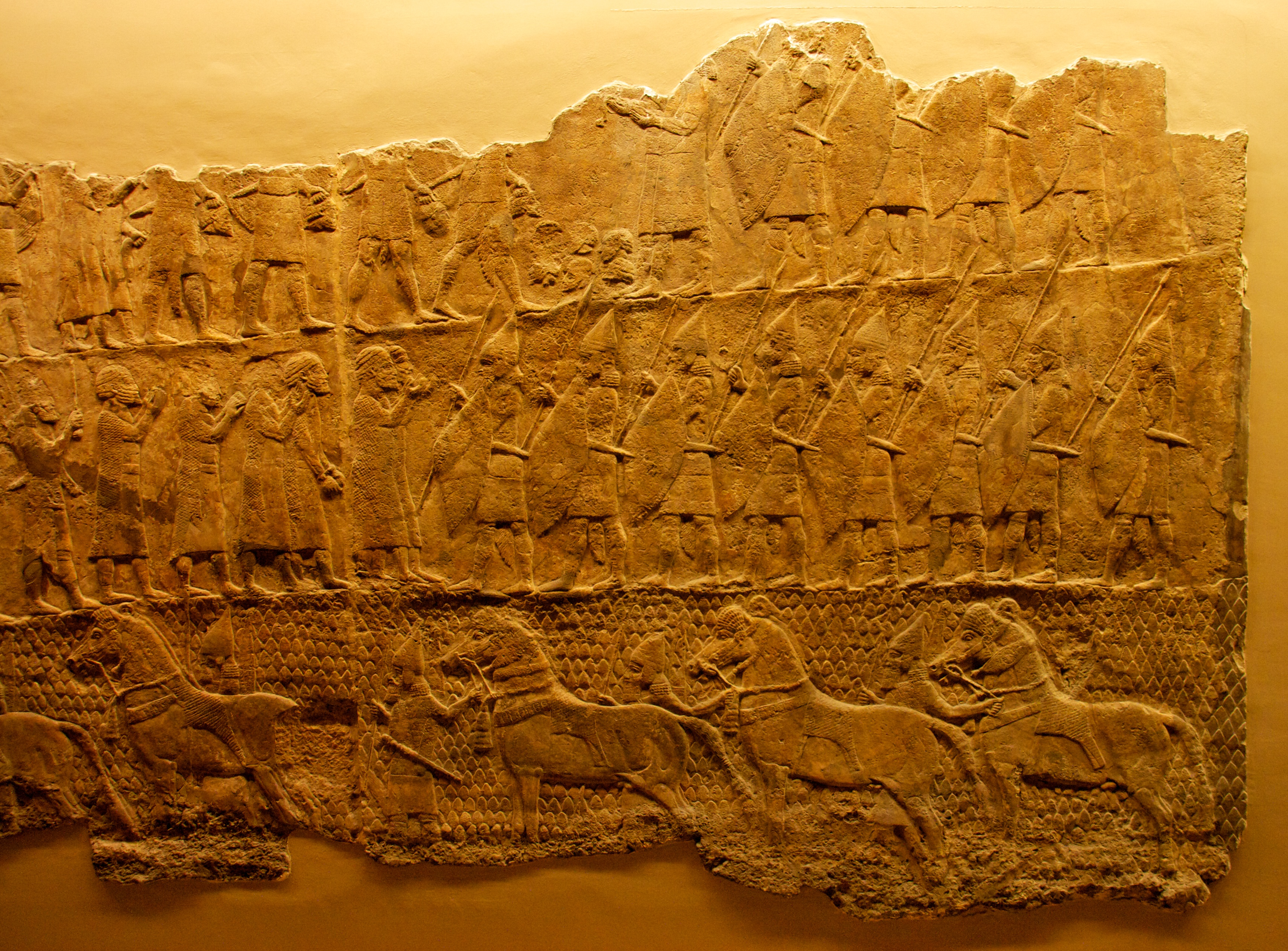
Krijgsgevangenen uit Lakis
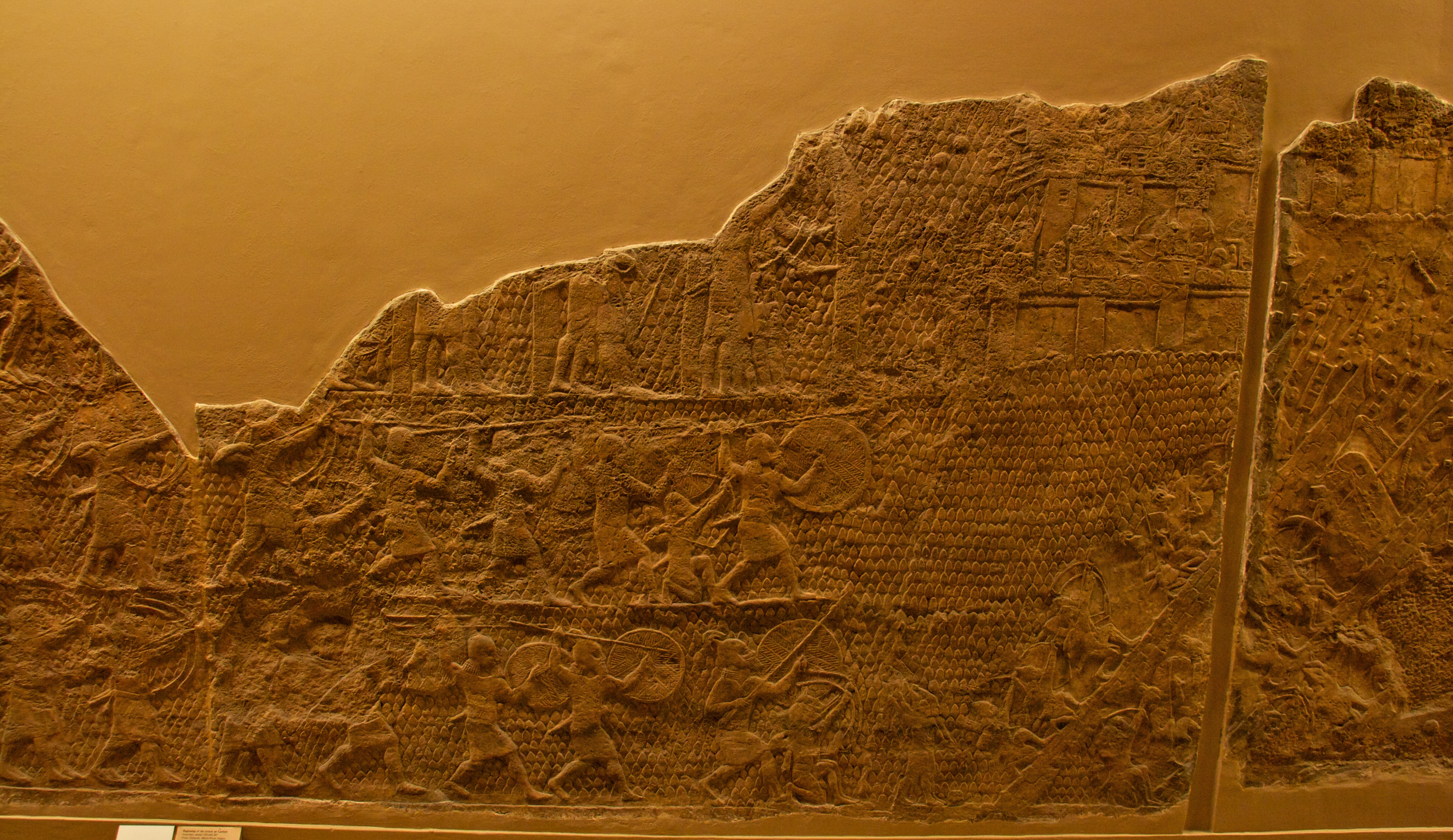
Het beleg van Lakis
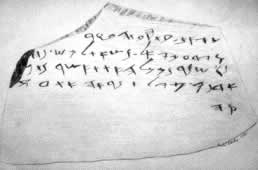
Scherf met daarop een brief uit het door Nebukadnezar bedreigde Lakis

## Ballingschap en terugkeer (586 v.Chr. - 332 v.Chr.)
| Jaar             | Bijbelse gebeurtenis                                                                              | Bron                            | Palestina | Buiten Palestina |
| ---------------- | ------------------------------------------------------------------------------------------------- | ------------------------------- | --- | --- |
| 582 v.Chr.       | Gedalja, de gouverneur wordt vermoord, velen vluchten het land uit. Derde deportatie naar Babylon | Jeremia 52:30                   | | |
| 570 v.Chr.       |                                                                                                   |                                 | | Amasis wordt farao van Egypte. |
| 562 v.Chr.       | Jojachin begenadigd                                                                               | 2 Kon 25:27                     | | Ewel Marduk volgt Nebukadnezar op. |
| 556 v.Chr.       |                                                                                                   |                                 | | Nabonidus wordt koning van Babylon, maar laat zich waarschijnlijk waarnemen door zijn oudste zoon Belsassar.                                             |
| 550 v.Chr.       |                                                                                                   | Jesaja 40-55                    | | Cyrus II de Grote, koning van Perzië, verslaat Medië en sticht een dubbelmonarchie.                                                                      |
| 546 v.Chr.       |                                                                                                   |                                 | | Cyrus verslaat Lydië. |
| 539 v.Chr.       | Cyrus verovert Babylon.                                                                           | Ezra 1:6; Jesaja 45:1; Daniël 5 | | De Cyruscilinder verleent alle gedeporteerden toestemming om terug te keren.                                                                             |
| 538 v.Chr.       | Einde van het Babylonische ballingschap.                                                          | Ezra 2                          | | |
| 529 v.Chr.       |                                                                                                   |                                 | | Cambyses II wordt koning van Perzië. |
| 526-525 v.Chr.   |                                                                                                   |                                 | | Cambyses verovert Egypte |
| 522 v.Chr.       |                                                                                                   |                                 | | Darius I wordt koning van Perzië. |
| 520 - 515 v.Chr. | Tempel herbouwd                                                                                   | Ezra 3:4; Haggaï; Zach 1-4      | | |
| 485 v.Chr.       |                                                                                                   |                                 | | Xerxes I wordt koning van Perzië. |
| 483 v.Chr.       | Ester in de harem van Ahasveros/Xerxes I                                                          | Ester                           | | |
| 465 v. Chr       | Bouw van de muur stilgelegd (?)                                                                   |                                 | | Artaxerxes I wordt koning van Perzië. |
| 444 v.Chr.       | Nehemia wordt gouverneur; herbouw van de muur van Jeruzalem                                       | Nehemia                         | | |
| 438 v.Chr.       | Optreden van Ezra                                                                                 | Ezra 7:7; Neh 8                 | | |
| 423 v.Chr.       |                                                                                                   |                                 | | Drie koningswissels; uiteindelijk komt Darius II aan de macht.                                                                                           |
| 404 v.Chr.       |                                                                                                   |                                 | | Na de dood van Darius II scheidden Egypte en de Levant zich af.                                                                                          |
| 350 v.Chr.       |                                                                                                   | Judit (?)                       | Mogelijk deed Judea mee met een opstand tegen de koning van Perzië en werden ter vergelding Jericho en Jeruzalem ingenomen en Joden gedeporteerd naar Hyrcanië; ten oosten van de Kaspische zee. | Opstand van Fenicië (Sidon) en Cyprus tegen Artaxerxes III (359-338) na een mislukte poging om Egypte te heroveren. De Levant terug in Perzische handen. |
| 343 v.Chr.       |                                                                                                   |                                 | | Artaxerxes III herovert Egypte. |

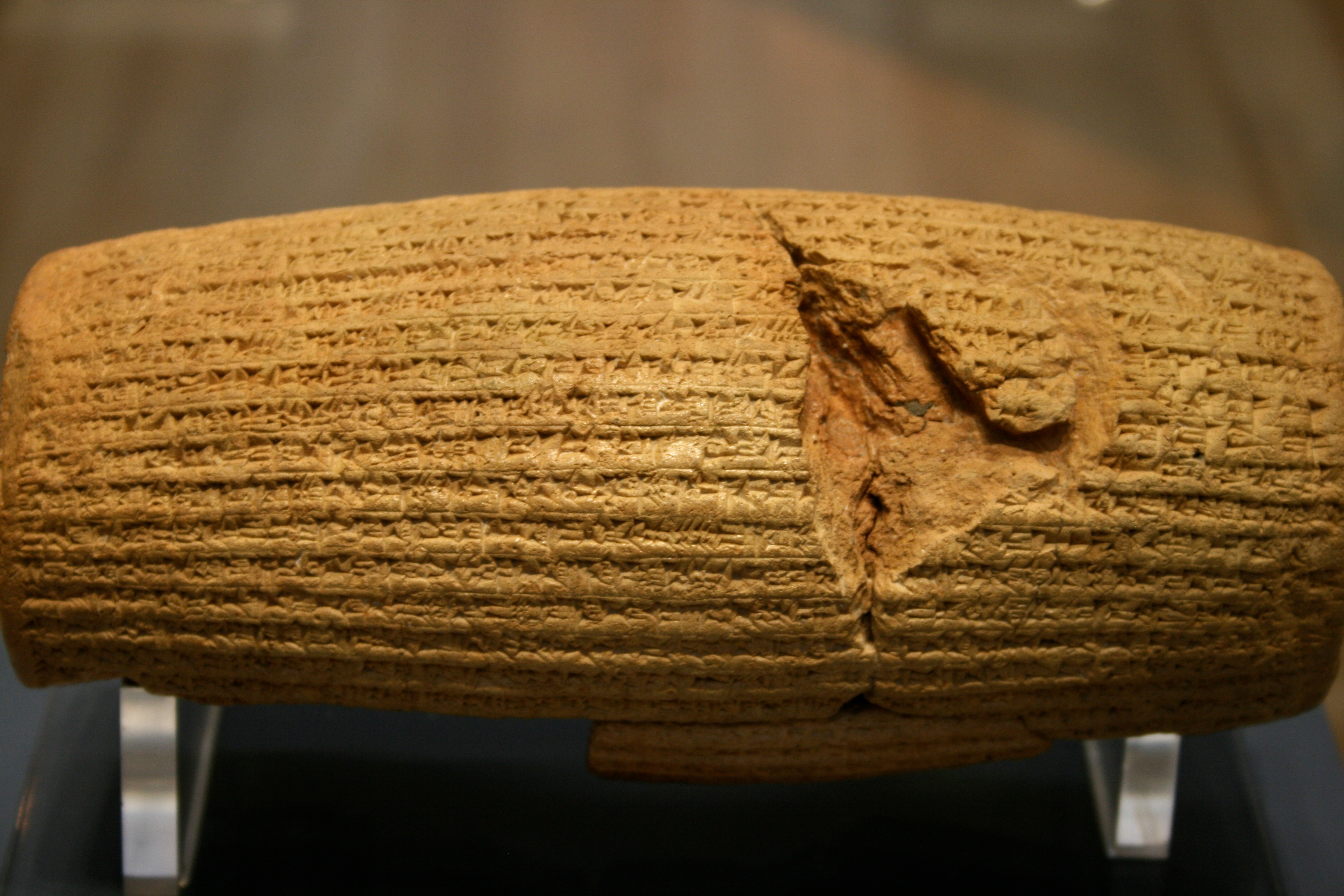
Cyruscilinder: alle gedeporteerde volken mogen terugkeren om hun eigen goden te aanbidden.
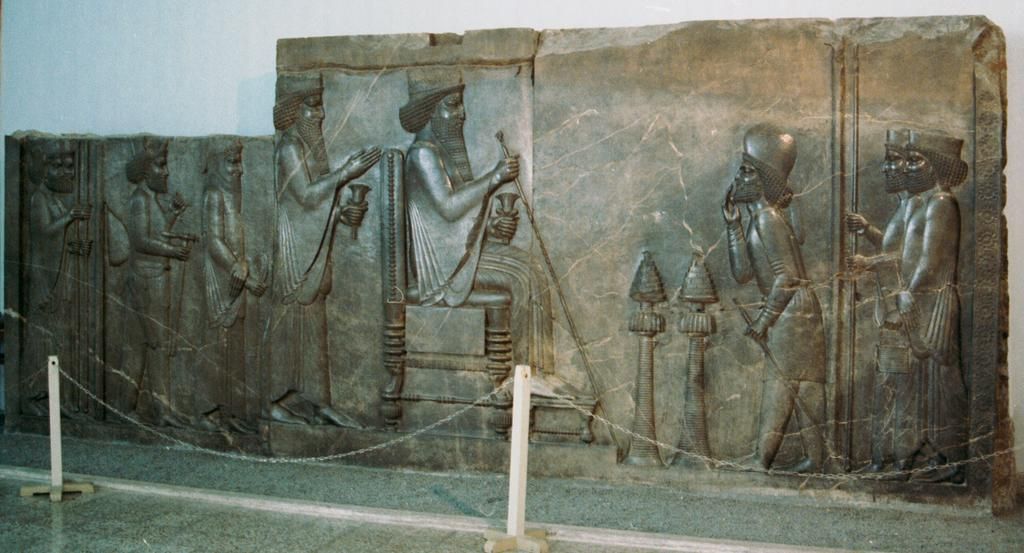
Xerxes I achter zijn vader Darius I

## Hellenisme en jodendom (333 v.Chr. - 6. v.Chr.)
De periode tussen de Hebreeuwse Bijbel en het Nieuwe Testament. De Hebreeuwse Bijbel eindigt met de herbouw van Jeruzalem, inclusief de muur van Jeruzalem, rond 444 v.Chr. Het Nieuwe Testament begint met de aankondiging van de geboorte van Jezus, rond 6 v.Chr. Veel informatie over deze tussenliggende periode wordt ontleend aan I Makkabeeën en de werken van Flavius Josephus (die ook over de eerste eeuw n.Chr. veel informatie geeft).
| Jaar             | Gebeurtenis | Bron                                   | Buiten Palestina |
| ---------------- | --- | -------------------------------------- | --- |
| 333 - 332 v.Chr. | Alexander III de Grote verovert en vergriekst Palestina.                                                                        | Daniël 8:5; 11: 3; Josefus Antiq. 11.8 | Midden-Oosten vergriekst; Griekse taal (koine) wordt lingua Franca; Hellenisme.                                       |
| 323 v.Chr.       | Alexander de Grote sterft. | id                                     | |
| 322 v.Chr.       | Opdeling van het Rijk; Israël onder de Ptolemeeën                                                                               |                                        | |
| 285 - 246 v.Chr. | Ptolemaeus II Philadelphus laat Joodse slaven vrij; laat de Tenach in het Grieks vertalen: de Septuagint                        | Jos Ant 12.2.1                         | Brief van Aristeas |
| 274 - 168 v.Chr. | Syrische Oorlogen | Jos. Ant 12.1.1                        | Israël, Judea is de komende 260 jaar een buffer tussen Grieks Egypte (de Ptolemeeën) en Grieks Syrië (de Seleuciden). |
| 201 v.Chr.       | Grieks-Syrische Antiochus III de Grote (223-187) verslaat de Grieks-Egyptische negenjarige Ptolemaeus V Epiphanes (203-181).    | Dan 11:31; Jos Ant 12,                 | De Romeinen verbieden hem Egypte in te nemen.                                                                         |
| 198 v.Chr.       | Israël in de macht van de Seleuciden.                                                                                           | Daniël 11; 1 Makk 1:20; Jos Ant 12,7   | |
| 178 v.Chr.       | Heliodorus, rijkskanselier van Seleucus IV Philopator, krijgt de opdracht de schatten van de tempel van Jeruzalem aan te slaan. | 2 Makkabeeën:3                         | |
| 168 v.Chr.       | In zijn terugtocht van de zesde Syrische veldtocht plundert Antiochus IV Jeruzalem en verbiedt de Joodse religie.               | 2 Makk 6; Jos Ant 12,5                 | |
| 167 v.Chr.       | Makkabese opstand onder leiding van Mattathias.                                                                                 | 1 Makk 1:54; Jos Ant 12,6              | |
| 165 v.Chr.       | Judas Makkabeüs volgt zijn vader op.                                                                                            | 2 Makk 8 ; Jos Ant 12,6                | |
| 164 v.Chr.       | De tempel wordt opnieuw gewijd.                                                                                                 | 2 Makk 9; Jos Ant 12,7                 | |
| 160 v.Chr.       | Jonathan Makkabeüs volgt zijn broer op.                                                                                         | 1 Makk 9:30; Jos Ant 13,1              | |
| 142 v.Chr.       | Simon Makkabeüs volgt zijn broer op; begin van het Hasmoneese rijk.                                                             | 1 Makk 13:25 ; Jos Ant 13,6&7          | |
| 134 v.Chr.       | Johannes Hyrkanus volgt zijn vader op.                                                                                          | 1 Makk 16:21; Jos Ant 13,8             | |
| 105 v.Chr.       | Aristobulus I wordt koning en hogepriester.                                                                                     | Jos Ant 13,11                          | |
| 103 v.Chr.       | Alexander Janneüs wordt koning en hogepriester.                                                                                 | Jos Ant 13,12                          | |
| 76 v.Chr.        | Salome Alexandra wordt koningin. Hyrkanus II wordt hogepriester.                                                                | Jos Ant 13,16                          | |
| 67 v.Chr.        | Aristobulus II pleegt een staatsgreep.                                                                                          | Jos. Ant 14,1                          | |
| 63 v.Chr.        | Pompeius verovert Jeruzalem Hyrkanus II wordt hogepriester.                                                                     | Jos Ant 14,4                           | Het Seleucidische Rijk houdt op te bestaan en wordt vevangen door de Romeinse provincie Syria                         |
| 48 v.Chr.        | Hyrkanus II wordt ethnarch en Antipater procurator.                                                                             | Jos Ant 14,8                           | Antipater steunt Julius Caesar in zijn strijd.                                                                        |
| 43 v.Chr.        | Antigonus pleegt een staatsgreep.                                                                                               | Jos Ant 14,11                          | Julius Caesar wordt in 44 v.Chr. vermoord                                                                             |
| 37 v.Chr.        | Met hulp van Romeinse troepen maakt Herodes de Grote een einde aan Antigonus' heerschappij Ananel wordt hogepriester            | Jos Ant 14,15 & 15,1                   | |
| 27 v.Chr.        | |                                        | Augustus wordt keizer; Pax Romana.                                                                                    |

Overig
- Door steeds tijdig de juiste kant te kiezen in de Romeinse burgeroorlog, voorkomt Herodes dat Cleopatra VII invloed krijgt in zijn land. Hij bouwt onder meer Caesarea Maritima, een Romeinse stad aan de kust, Massada en maakt een begin met de vernieuwing van de Joodse tempel.

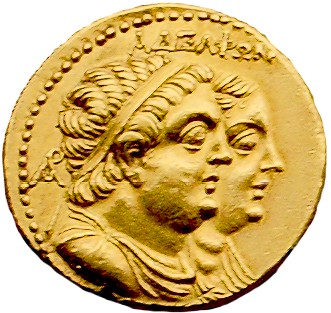
Muntstuk van Ptolemaios Philadelphus
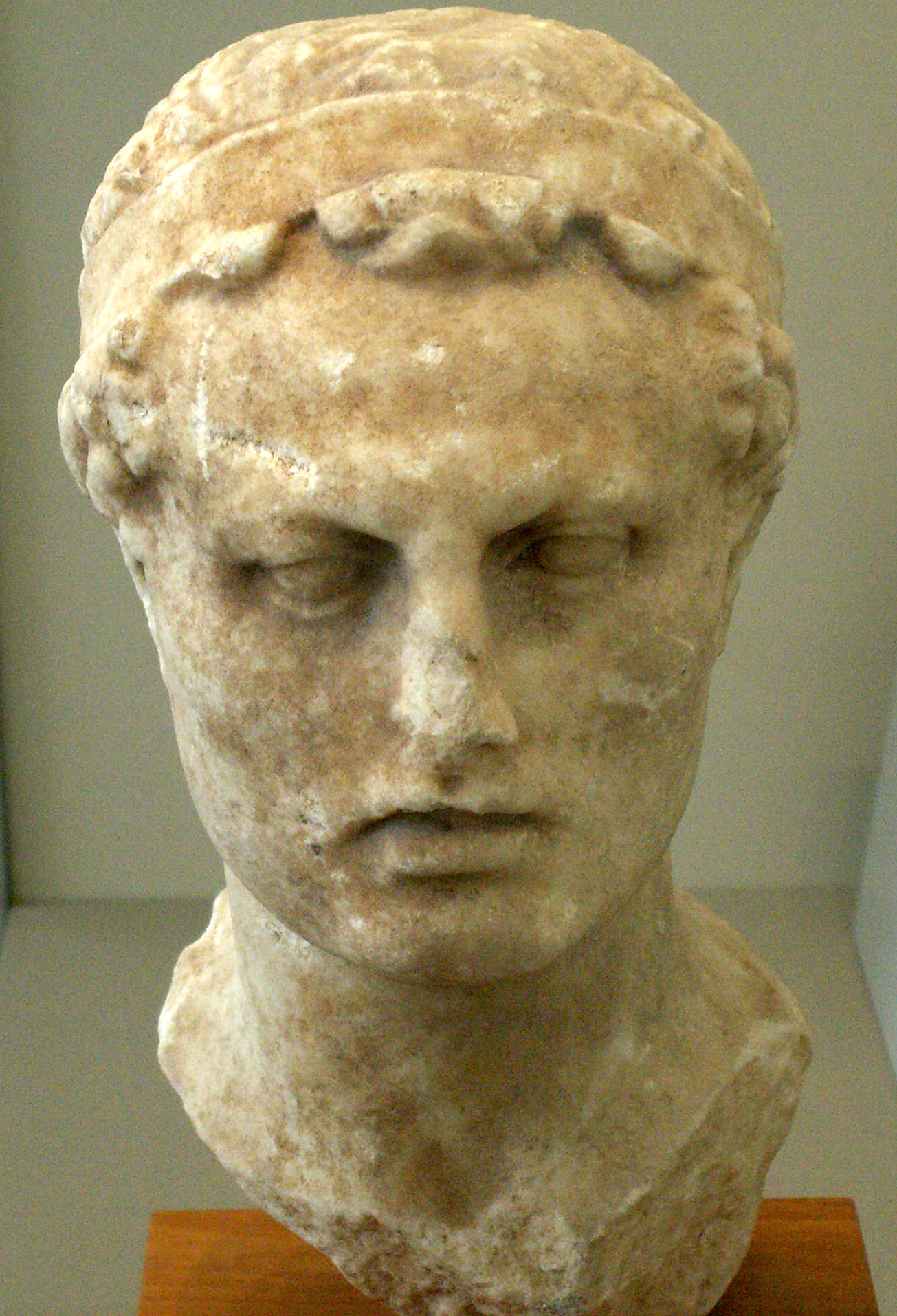
Antiochus IV Epifanes

## Van de geboorte van Jezus tot aan de tweede verwoesting van Jeruzalem (6 v.Chr. - 70 n.Chr.)
| Jaar     | Bijbelse gebeurtenis                                                                                               | Bron | Palestina | Romeinse Rijk                                                                    |
| -------- | --- | --- | --- | -------------------------------------------------------------------------------- |
| 6 v.Chr. | Mogelijk geboortejaar van Jezus                                                                                    | Matteüs 2:1 | |                                                                                  |
| 4 v.Chr. | Jozef vestigt zich in Nazareth                                                                                     | Flavius Josephus, De Joodse oorlog, 1.668; 2.93-100, 247; Oude Geschiedenis van de Joden, 17.188-190, 318-319. | Dood van Herodes de Grote Archelaüs wordt ethnarch over Judea Herodes Antipas wordt tetrarch, heerser over Galilea en Perea Filippus wordt tetrarch over Batanea, Trachonitis, Auranitis, Gaulanitis en Iturea |                                                                                  |
| 6 n.Chr. | Volkstelling door Quirinius Mogelijk geboortejaar van Jezus                                                        | Lucas 2:2-7 | Annas wordt hogepriester Archelaüs verbannen Start van rechtstreeks bestuur over Judaea door Romeinse prefecten; Coponius prefect Judea                                                                        |                                                                                  |
| 10       | | | Marcus Ambivius prefect over Judea |                                                                                  |
| 12       | | | Annius Rufus prefect over Judea |                                                                                  |
| 14       | | | | Tiberius wordt keizer                                                            |
| 15       | | | Valerius Gratus prefect over Judea |                                                                                  |
| 18       | | | Kajafas wordt hogepriester |                                                                                  |
| 26       | | | Pontius Pilatus wordt prefect over Judea |                                                                                  |
| 29       | Jezus en Johannes de Doper treden in het openbaar op                                                               | Lucas 3 | |                                                                                  |
| 30 / 33  | Dood en opstanding van Christus; ontstaan van de kerk                                                              | Matteüs 26; Marcus 15; Lucas 23; Johannes 18; Handelingen 2                                                    | |                                                                                  |
| 31 - 36  | Bekering van Paulus                                                                                                | Handelingen 9                                                                                                  | Filippus de tetrarch overlijdt (ca. 34) Huwelijk van Herodes Antipas en Herodias (34?) Jonathan ben Ananus wordt hogepriester Marcellus wordt prefect (36)                                                     |                                                                                  |
| 37       | | | Theophilus ben Ananus wordt hogepriester Maryllus wordt prefect | Caligula wordt keizer                                                            |
| voor 40  | Paulus ontsnapt in een mand uit Damascus                                                                           | 2 Korintiërs 11:32; Handelingen 9:23-25                                                                        | Aretas regeert de Nabateeërs van 9 v. Chr. tot 40 na Chr. |                                                                                  |
| 41       | | | Herodes Agrippa I wordt koning, heerst over het grootste deel van Herodes' vroegere koninkrijk Simon Cantheras ben Boëthus wordt hogepriester                                                                  | Claudius wordt keizer                                                            |
| 44       | Grote hongersnood — Paulus en Barnabas naar Jeruzalem om voedselhulp te brengen Jakobus de Meerdere wordt onthoofd | Handelingen 11:27-30; 12:20-23; Josephus Oude Geschiedenis van de Joden 19.7                                   | Start van rechtstreeks bestuur over Judaea, Samaria en delen van Galilea door Romeinse procurators met Cuspius Fadus Jozef ben Kamei wordt hogepriester                                                        | Dood van Herodes Agrippa I                                                       |
| 47       | | | Ananias ben Nebedeüs wordt hogepriester Tiberius Alexander wordt prefect |                                                                                  |
| 48 / 49  | Concilie van Jeruzalem                                                                                             | Handelingen 15                                                                                                 | Ventidius Cumanus wordt prefect |                                                                                  |
| 49       | Joden, waaronder Aquila en Priscilla door keizer Claudius I verbannen uit Rome vanwege Chrestus                    | Suetonius, Handelingen 18                                                                                      | |                                                                                  |
| 52 / 53  | Paulus wordt te Korinthe aangeklaagd bij proconsul Gallio. Deze verklaart zich niet toegankelijk.                  | Handelingen 18; Inscriptie: Gallio proconsul 52/53                                                             | Antonius Felix wordt procurator (52) |                                                                                  |
| 54       | Terugkeer van (in 49) verbannen Joden                                                                              | Romeinen 16 | | Dood van Claudius, Nero wordt keizer                                             |
| 58 / 60  | Paulus gevangen te Caesarea staat terecht voor zowel Felix als diens opvolger Porcius Festus (60)                  | Handelingen 24:2                                                                                               | |                                                                                  |
| 60 - 62  | Paulus' huisarrest te Rome                                                                                         | Handelingen 28                                                                                                 | Ananus ben Ananus wordt hogepriester en laat Jacobus, de leider van de kerk te Jeruzalem, ombrengen (62) Lucceius Albinus wordt procurator (62)                                                                |                                                                                  |
| 64 – 66  | Petrus en Paulus sterven                                                                                           | Suetonius: Nero 16,9; Tacitus Ann XV                                                                           | Gessius Florus wordt procurator (64) | Grote brand van Rome Nero geeft de christenen de schuld                          |
| 66 - 70  | Joodse Oorlog | Josephus: De Joodse oorlog Lukas 21:5-37                                                                       | Zoon van Vespasianus,Titus wordt de nieuwe veldheer in de Joodse oorlog | Na een periode van grote onrust na de dood van Nero grijpt Vespasianus de macht. |
| 70       | | | Verwoesting van Jeruzalem en tempel |                                                                                  |

### Het dateren van gebeurtenissen in het leven van Jezus
Jezus' geboorte
- Matteüs plaatst de geboorte tijdens de regering van Herodes de Grote; Herodes stierf in 4 v.Chr. Matteüs vertelt ook dat Herodes zijn "rivaal" (als koning) wilde uitschakelen en alle kinderen onder 2 jaar liet vermoorden.[14] Dit betekent dat Jezus tot twee jaar oud kon zijn terwijl Herodes nog leefde en de geboorte dus tot 6 v.Chr. kan worden teruggeplaatst.
- Lucas vertelt dat Jezus werd geboren tijdens een volkstelling die gehouden werd tijdens het bewind van Quirinius over Syrië.[15] Flavius Josephus en Handelingen 5:37 vertellen ons over een inschrijving rond 6 n.Chr. Quirinius was keizerlijk legaat voor Syrië en Cilicië van 6 tot 9 n.Chr. Tijdens de laatste regeringsjaren van Herodes de Grote waren Gaius Sentius Saturninus en daarna Publius Quinctilius Varus gouverneur van Syrië. Het zou kunnen dat Lucas Quirinius verwisseld heeft met Quinctilius Varus.

Openbaar optreden van Jezus
- Volgens Lucas was Jezus toen hij in het openbaar verscheen ongeveer 30 jaar in het 15e jaar van keizer Tiberius.[16] Tiberius begon zijn regering op 19 augustus van het jaar 14 n.Chr., dus het openbare optreden van Johannes de Doper en vervolgens van Jezus begon ca. 29 n.Chr.
- Lucas zegt dat dit plaatsvond toen Annas en Kajafas hogepriester waren,[17] maar er was altijd maar een hogepriester. Annas was hogepriester van 6 - 15 n.Chr., Kajafas van 18 - 36 n.Chr.
- Het is niet goed bekend hoe lang Jezus' openbare optreden duurde. De bediening van Jezus lijkt zich in de synoptische evangeliën binnen twaalf maanden af te spelen, terwijl in Johannes deze minimaal twee jaar duurde (omdat er drie vieringen van Pesach worden genoemd).

Jezus' dood
- Volgens alle evangeliën werd Jezus op een vrijdag gekruisigd. Volgens Johannes werden op deze vrijdag de paaslammeren geslacht en moet het vrijdag 14 nisan zijn geweest volgens de Joodse kalender. De synoptische evangeliën plaatsen de kruisiging echter op vrijdag 15 nisan, de volgende dag van de maand, maar dezelfde dag van de week. Dit is niet alleen in onderlinge tegenspraak, het is moeilijk een jaar te vinden in de periode waarin Pilatus prefect was waarbij 15 nisan op een vrijdag viel. De synoptische evangeliën zijn hierdoor in tegenspraak met de astronomie.[18] Er waren in deze periode mogelijk drie vrijdagen waarop 14 nisan viel: 7 april 30, 3 april 33 en 30 maart 36.[19][20]

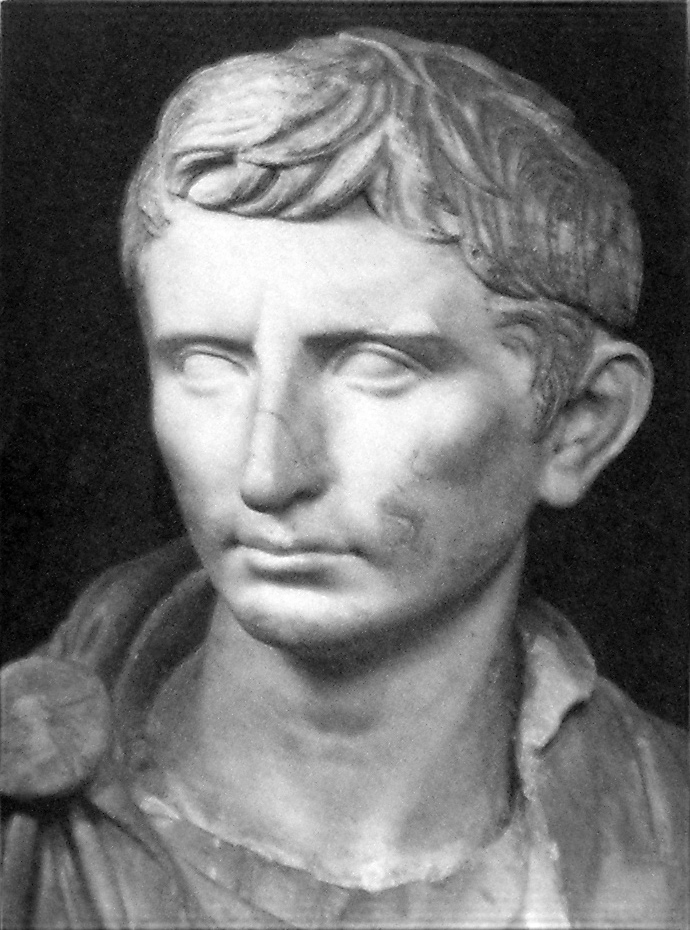
Augustus, keizer van Rome 27 v. Chr - 14 n.Chr.
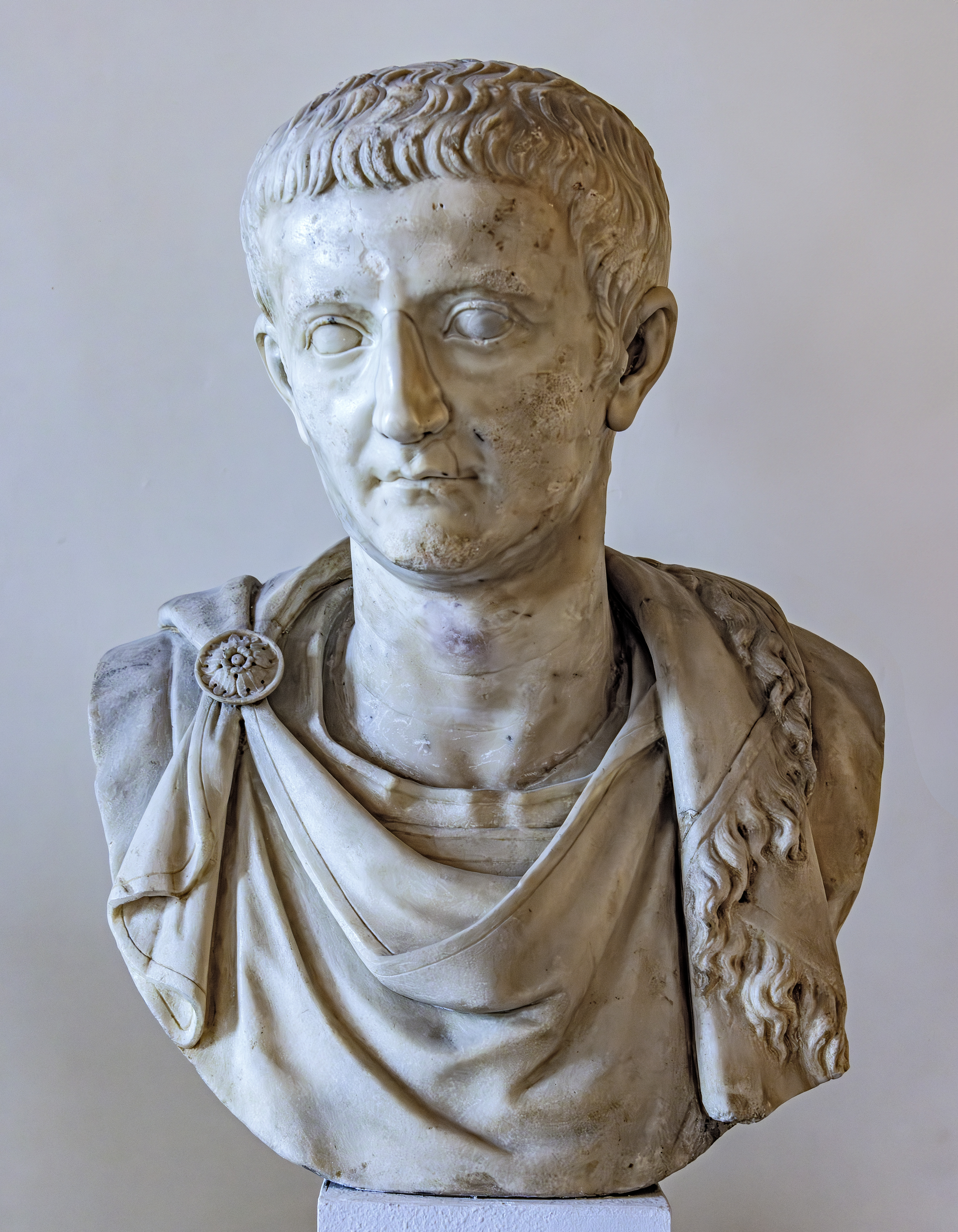
Tiberius, keizer van Rome 14-37
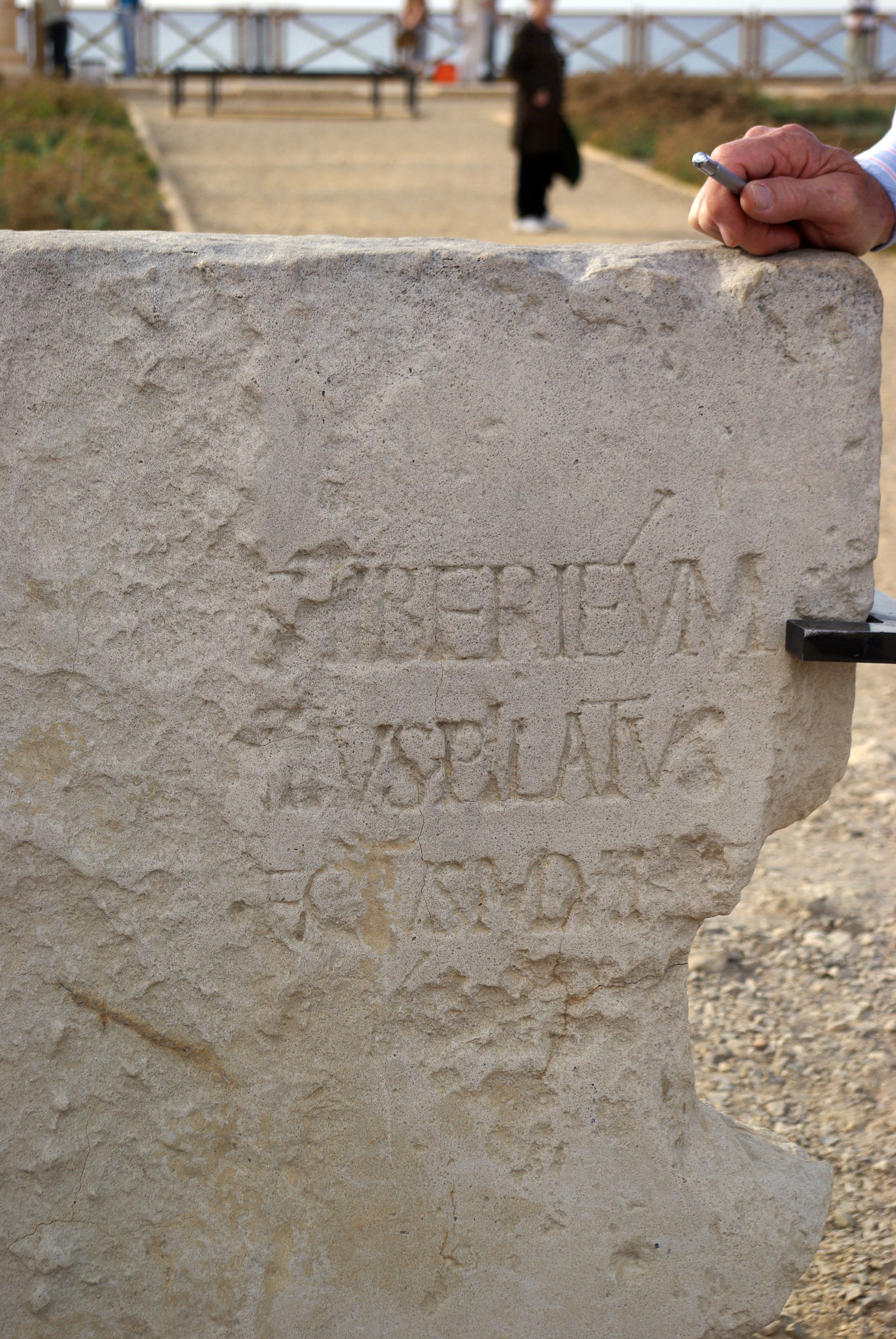
Inscriptie met de naam van Pilatus, gevonden in Caesarea
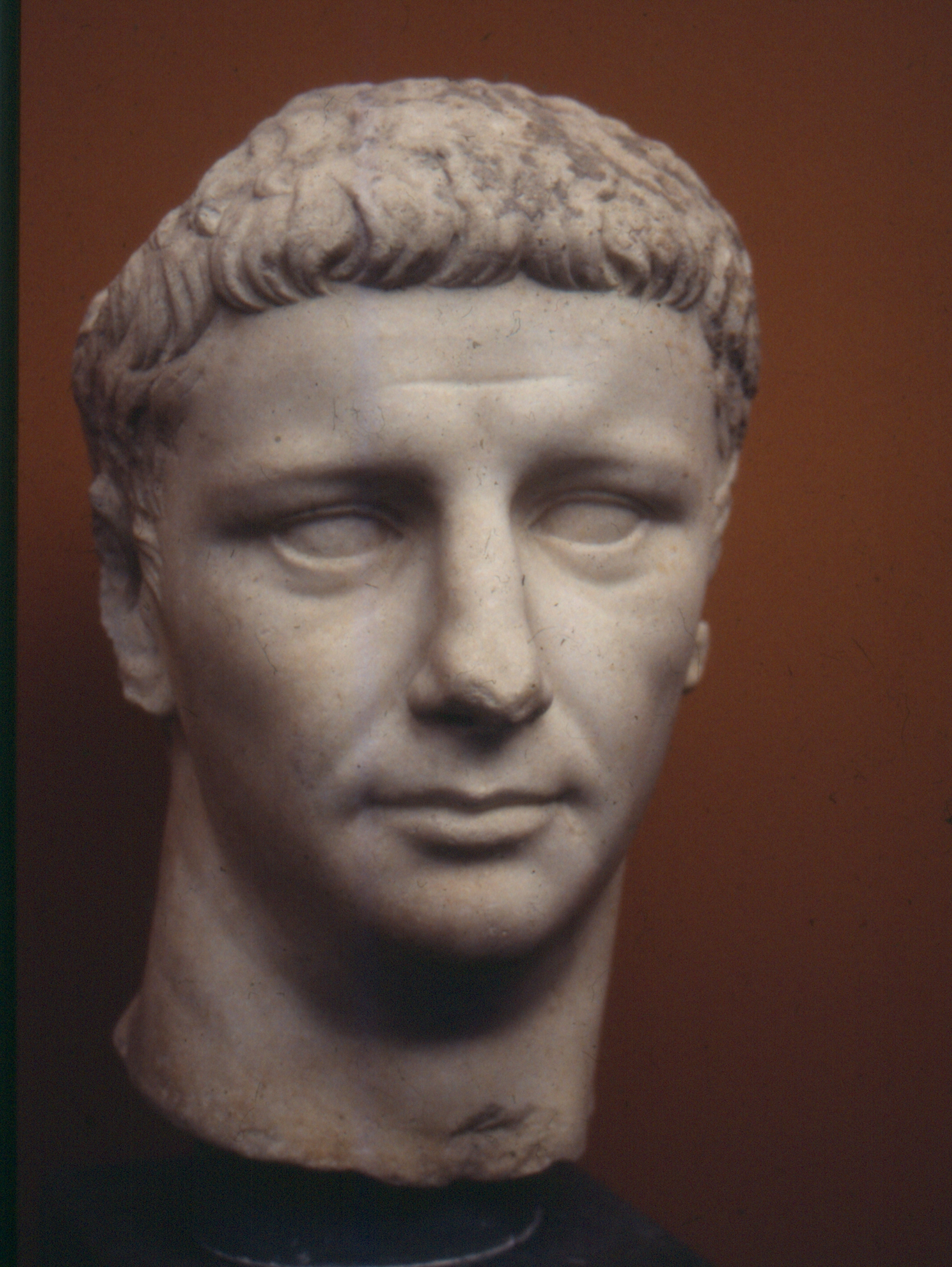
Claudius I, keizer van Rome 41-54
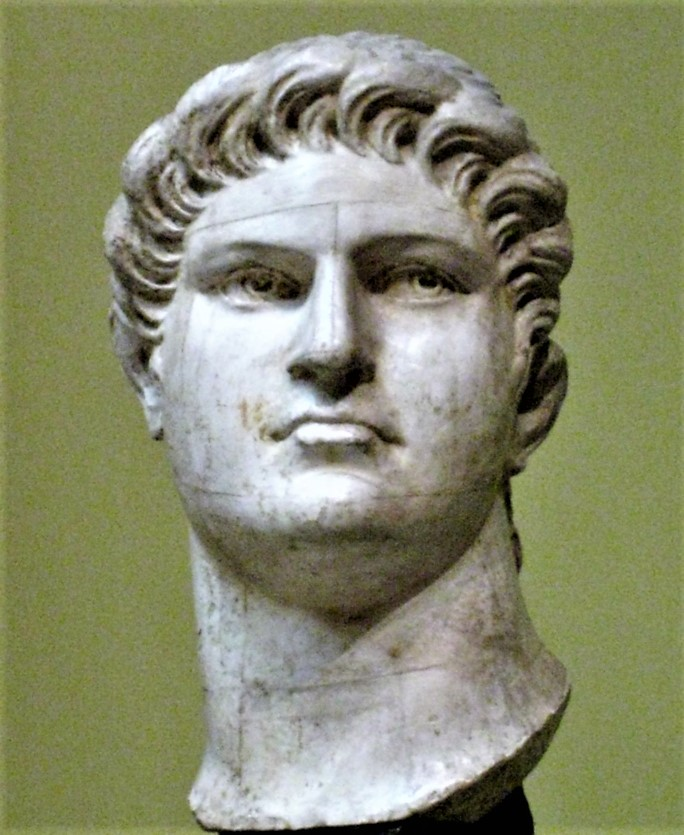
Nero, keizer van Rome 54-68